# Liga Nacional de Básquet 2011-12
La temporada 2011-12 de la Liga Nacional de Básquet de la Argentina fue la vigesimoctava edición de la máxima competencia argentina en dicho deporte. Se inició el 21 de septiembre de 2011 con el partido inaugural de temporada entre el último campeón, Peñarol de Mar del Plata y Quilmes, de la misma ciudad y campeón del TNA, encuentro que se llevó a cabo en el Polideportivo Islas Malvinas.
La temporada culminó el 31 de mayo de 2012 con la victoria y consagración de Peñarol frente a Obras Sanitarias en el sexto partido de la serie final.
Peñarol, Obras Sanitarias y Regatas Corrientes clasificaron a la siguiente edición de la Liga de las Américas, sin embargo, declinaron participar de la misma por diversos motivos. Los mismos equipos junto con Libertad accedieron a la Liga Sudamericana de Clubes.

## Equipos participantes
| Pos. | Descendidos en la LNB 2010-11 |
| ---- | ----------------------------- |
| 15.° | El Nacional Monte Hermoso     |
| 16.° | Argentino de Junín            |

| Pos. | Ascendidos del TNA 2010-11 |
| ---- | -------------------------- |
| 1.°  | Quilmes                    |
| 2.°  | San Martín (Corrientes)    |

| Región                    | Cantidad |
| ------------------------- | -------- |
| Provincia de Buenos Aires | 4        |
| Capital Federal           | 2        |
| Córdoba                   | 2        |
| Santiago del Estero       | 2        |
| Corrientes                | 2        |
| Chubut                    | 1        |
| Entre Ríos                | 1        |
| Santa Fe                  | 1        |
| Formosa                   | 1        |

| Club                    | Ciudad                 | Entrenador           | Estadio                      | Capacidad |
| ----------------------- | ---------------------- | -------------------- | ---------------------------- | --------- |
| 9 de julio              | Río Tercero            | Esteban De La Fuente | Estadio José Albert          |           |
| Atenas                  | Córdoba                | Sebastián González   | Polideportivo Carlos Cerutti | 3424      |
| Boca Juniors            | Ciudad de Buenos Aires | Oscar Sánchez        | Estadio Luis Conde           | 2000      |
| Ciclista Olímpico       | La Banda               | Gustavo Miravet      | Estadio Vicente Rosales      | 3964      |
| Gimnasia Indalo         | Comodoro Rivadavia     | Marcelo Richotti     | Estadio Socios Fundadores    | 2276      |
| Lanús                   | Lanús                  | Silvio Santander     | Microestadio Antonio Rotili  | 3000      |
| La Unión de Formosa     | Formosa                | Gabriel Picatto      | Estadio Cincuentenario       | 4500      |
| Libertad                | Sunchales              | Fabio Demti          | El Hogar de los Tigres       | 4000      |
| Obras Sanitarias        | Ciudad de Buenos Aires | Julio Lamas          | Estadio Obras Sanitarias     | 3000      |
| Peñarol                 | Mar del Plata          | Sergio Hernández     | Polideportivo Islas Malvinas | 8000      |
| Quilmes                 | Mar del Plata          | Daniel Maffei        | Polideportivo Islas Malvinas | 8000      |
| Quimsa                  | Santiago del Estero    | Carlos Romano        | Estadio Ciudad               | 5200      |
| Regatas Corrientes      | Corrientes             | Nicolás Casalánguida | Estadio José Jorge Contte    | 4000      |
| San Martín              | Corrientes             | Leandro Ramella      | Estadio Raúl Argentino Ortiz |           |
| Sionista                | Paraná                 | Sebastián Svetliza   | Estadio Moisés Flesler       | 2100      |
| Weber Bahía Estudiantes | Bahía Blanca           | José Luis Pisani     | Estadio Osvaldo Casanova     | 3950      |

### Cambios de entrenadores
| Club              | Entrenador saliente    | Fecha del cese          | Reemplazado por        | Ref.   |
| ----------------- | ---------------------- | ----------------------- | ---------------------- | ------ |
| Quilmes           | Daniel Maffei          | 14 de noviembre de 2011 | Roberto Martínez       | [ 5 ]  |
| Ciclista Olímpico | Gustavo Miravet        | 20 de noviembre de 2011 | Fernando Duró          | [ 6 ]  |
| Atenas            | Sebastián González     | 5 de diciembre de 2011  | Néstor García          | [ 7 ]  |
| San Martín        | Leandro Ramella        | 4 de febrero de 2012    | Guillermo Narvarte     | [ 8 ]  |
| 9 de julio        | Esteban De La Fuente   | 8 de noviembre de 2011  | Bernardo Lardone (int) |        |
| 9 de julio        | Bernardo Lardone (int) | 15 de noviembre         | Daniel Rodríguez       |        |
| 9 de julio        | Daniel Rodríguez       | 25 de febrero de 2012   | Sebastián González     | [ 12 ] |

## Formato de competencia
Serie regular
Se juega una primera fase en donde se separan los equipos por conveniencia geográfica en dos zonas (norte y sur) y se enfrentan en partidos ida y vuelta los equipos dentro de cada zona. Por cada partido ganado los equipos sumarán 2 puntos, mientras que en caso de derrota, sumarán 1. Los primeros tres de cada grupo, el mejor cuarto y un equipo "invitado" clasifican al Torneo Súper 8 2011.
En la segunda fase se enfrentan todos contra todos arrastrando la mitad de los puntos de la primera fase. Al igual que en la primera fase, cada victoria otorgará 2 puntos y cada derrota 1. Los primeros cuatro de la tabla se clasifican directamente a los cuartos de final, mientras que los que se posicionaron del puesto quinto al décimo segundo juegan la reclasificación. Los últimos cuatro dejan de participar.
En el caso de empates en puntos en cualquier fase (primera o segunda), el reglamento estipula:
1. Si dos equipos empatan en puntos, se tendrán en cuenta los partidos entre los involucrados obteniendo la mejor clasificación el que posea la mayor diferencia de puntos (puntos a favor menos puntos en contra) en los partidos, de persistir, se determinará por el cociente entre los puntos a favor sobre los puntos en contra.
2. De persistir aún el empate, se realizará un cociente entre los puntos a favor sobre los puntos en contra considerando toda la fase en cuestión disputada.
3. Si aún persiste, se tendrá en cuenta también la primera fase (si el empate es en la segunda) y si no, sorteo.

Descenso
Los últimos cuatro se emparejan según su posición, 13.° v 16.° y 14.° v 15.°, y disputan una serie al mejor de cinco para determinar cual de los dos equipos desciende al finalizar el torneo. El otro equipo automáticamente deja de participar en el actual torneo y salva la categoría para el siguiente.
Playoffs
La etapa de play-offs está subdividida en cuatro, la reclasificación, los cuartos de final, las semifinales y la final.
- La reclasificación es una etapa integrada por los equipos ubicados entre el quinto y el duodécimo puesto, donde se emparejan los equipos según su posición al finalizar la etapa regular. Las parejas son al mejor de cinco juegos y se ordenan de la siguiente manera:

| 5.º - 12.º 6.º - 11.º | 7.º - 10.º 8.º - 9.º |

donde tienen ventaja de localía, es decir, que disputan tres de los cinco juegos como locales, los equipos ubicados del quinto al octavo puesto.
- Los cuartos de final están integrados por los cuatro mejores equipos de la etapa regular más los ganadores de la reclasificación. Una vez determinado a los cuatro ganadores, se los reordena según su posición en la etapa regular, de manera tal que el peor ubicado en la etapa regular se enfrente al mejor ubicado y así sucesivamente.

| 1.º - peor ubicado 4.º - mejor ubicado | 2.º - 2.º peor ubicado 3.º - 2.º mejor ubicado |

Tienen ventaja de localía los mejores cuatro equipos de la etapa regular. Los duelos son al mejor de cinco partidos.
- Las semifinales son disputadas al mejor de cinco o siete partidos (dependiendo de la organización) y las juegan los cuatro ganadores de la fase previa. Se agrupan en parejas de manera tal que el primero y el segundo de la fase regular, en caso de avanzar, posean ventaja de localía.

| 1.º/peor ubicado - 4.º/mejor ubicado | 2.º/2.º peor ubicado - 3.º/2.º mejor ubicado |

- Los ganadores de ambos duelos de semifinal disputan la final de la Liga Nacional de Básquet, la cual es al mejor de siete partidos, disputados en serie 2-2-1-1-1 donde tiene ventaja de localía el ganador de la llave de donde proviene el mejor ubicado da la fase regular.

## Primera fase
Se juegan 2 jornadas por semana, los viernes y los domingos, los partidos televisados por TyC Sports se juegan los miércoles y los jueves.

### Zona norte
| Equipo              | PJ | PG | PP | Pts |
| ------------------- | -- | -- | -- | --- |
| Regatas Corrientes  | 14 | 11 | 3  | 25  |
| Libertad            | 14 | 9  | 5  | 23  |
| Quimsa              | 14 | 9  | 5  | 23  |
| Sionista            | 14 | 7  | 7  | 21  |
| La Unión de Formosa | 14 | 6  | 8  | 20  |
| Ciclista Olímpico   | 14 | 5  | 9  | 19  |
| Atenas              | 14 | 5  | 9  | 19  |
| San Martín (C)      | 14 | 4  | 10 | 18  |

|  |                                                 |
|  | Clasificados al Súper 8 por tener mejor récord. |

| La Unión de Formosa | 82 - 68 | San Martín (C)    | Cincuentenario         | 23 de septiembre |
| Libertad            | 84 - 83 | Ciclista Olímpico | El Hogar de los Tigres | 23 de septiembre |
| Regatas Corrientes  | 78 - 68 | Sionista          | José Jorge Contte      | 23 de septiembre |
| Quimsa              | 71 - 61 | Atenas            | Ciudad                 | 23 de septiembre |

| Libertad            | 71 - 81 | Atenas            | El Hogar de los Tigres | 25 de septiembre |
| La Unión de Formosa | 81 - 87 | Sionista          | Cincuentenario         | 25 de septiembre |
| Quimsa              | 83 - 74 | Ciclista Olímpico | Ciudad                 | 25 de septiembre |
| Regatas Corrientes  | 86 - 70 | San Martín (C)    | José Jorge Contte      | 25 de septiembre |

| San Martín (C)    | 64 - 65 | Libertad            | El Gigante Rojinegro | 30 de septiembre |
| Ciclista Olímpico | 77 - 73 | La Unión de Formosa | Vicente Rosales      | 30 de septiembre |
| Atenas            | 78 - 75 | Regatas Corrientes  | Carlos Cerutti       | 30 de septiembre |
| Sionista          | 77 - 75 | Quimsa              | Moisés Flesler       | 4 de octubre     |

| Atenas            | 87 - 74 | La Unión de Formosa | Carlos Cerutti       | 28 de septiembre |
| Ciclista Olímpico | 64 - 82 | Regatas Corrientes  | Vicente Rosales      | 2 de octubre     |
| San Martín (C)    | 70 - 76 | Quimsa              | El Gigante Rojinegro | 2 de octubre     |
| Sionista          | 87 - 78 | Libertad            | Moisés Flesler       | 2 de octubre     |

| Quimsa         | 93 - 79 | Regatas Corrientes  | Ciudad                 | 6 de octubre  |
| Libertad       | 64 - 53 | La Unión de Formosa | El Hogar de los Tigres | 7 de octubre  |
| San Martín (C) | 95 - 72 | Ciclista Olímpico   | El Gigante Rojinegro   | 7 de octubre  |
| Sionista       | 89 - 81 | Atenas              | Moisés Flesler         | 11 de octubre |

| Quimsa         | 76 - 71 | La Unión de Formosa | Ciudad                 | 9 de octubre |
| Sionista       | 86 - 91 | Ciclista Olímpico   | Moisés Flesler         | 9 de octubre |
| Libertad       | 79 - 86 | Regatas Corrientes  | El Hogar de los Tigres | 9 de octubre |
| San Martín (C) | 95 - 89 | Atenas              | El Gigante Rojinegro   | 9 de octubre |

| La Unión de Formosa | 75 - 78 | Libertad       | Cincuentenario    | 14 de octubre |
| Atenas              | 86 - 98 | Sionista       | Carlos Cerutti    | 14 de octubre |
| Ciclista Olímpico   | 65 - 59 | San Martín (C) | Vicente Rosales   | 14 de octubre |
| Regatas Corrientes  | 90 - 84 | Quimsa         | José Jorge Contte | 14 de octubre |

| Regatas Corrientes  | 96 - 62   | Libertad       | José Jorge Contte | 12 de octubre |
| La Unión de Formosa | 81 - 79   | Quimsa         | Cincuentenario    | 16 de octubre |
| Atenas              | 103 - 75  | San Martín (C) | Carlos Cerutti    | 16 de octubre |
| Ciclista Olímpico   | 104 - 108 | Sionista       | Vicente Rosales   | 16 de octubre |

| Ciclista Olímpico   | 70 - 52 | Atenas             | Vicente Rosales        | 19 de octubre |
| La Unión de Formosa | 98 - 85 | Regatas Corrientes | Cincuentenario         | 19 de octubre |
| Libertad            | 79 - 59 | Quimsa             | El Hogar de los Tigres | 19 de octubre |
| San Martín (C)      | 67 - 86 | Sionista           | El Gigante Rojinegro   | 19 de octubre |

| Regatas Corrientes | 95 - 80 | La Unión de Formosa | José Jorge Contte | 21 de octubre |
| Atenas             | 89 - 77 | Ciclista Olímpico   | Carlos Cerutti    | 21 de octubre |
| Quimsa             | 78 - 71 | Libertad            | Ciudad            | 21 de octubre |
| Sionista           | 88 - 90 | San Martín (C)      | Moisés Flesler    | 21 de octubre |

| Sionista          | 73 - 80 | Regatas Corrientes  | Moisés Flesler       | 4 de noviembre |
| San Martín (C)    | 68 - 66 | La Unión de Formosa | El Gigante Rojinegro | 4 de noviembre |
| Ciclista Olímpico | 60 - 90 | Libertad            | Vicente Rosales      | 7 de noviembre |
| Atenas            | 71 - 89 | Quimsa              | Carlos Cerutti       | 7 de noviembre |

| Ciclista Olímpico | 74 - 71  | Quimsa              | Vicente Rosales      | 2 de noviembre |
| Sionista          | 93 - 102 | La Unión de Formosa | Moisés Flesler       | 6 de noviembre |
| San Martín (C)    | 66 - 73  | Regatas Corrientes  | El Gigante Rojinegro | 6 de noviembre |
| Atenas            | 79 - 84  | Libertad            | Carlos Cerutti       | 9 de noviembre |

| Libertad            | 87 - 62 | San Martín (C)    | El Hogar de los Tigres | 11 de noviembre |
| Regatas Corrientes  | 81 - 74 | Atenas            | José Jorge Contte      | 11 de noviembre |
| Quimsa              | 81 - 73 | Sionista          | Ciudad                 | 11 de noviembre |
| La Unión de Formosa | 95 - 91 | Ciclista Olímpico | Cincuentenario         | 11 de noviembre |

| La Unión de Formosa | 71 - 66 | Atenas            | Cincuentenario         | 13 de noviembre |
| Libertad            | 87 - 79 | Sionista          | El Hogar de los Tigres | 13 de noviembre |
| Regatas Corrientes  | 86 - 80 | Ciclista Olímpico | José Jorge Contte      | 13 de noviembre |
| Quimsa              | 87 - 68 | San Martín (C)    | Ciudad                 | 13 de noviembre |

### Zona sur
| Equipo                   | PJ | PG | PP | Pts |
| ------------------------ | -- | -- | -- | --- |
| Obras Sanitarias         | 14 | 11 | 3  | 25  |
| Weber Bahía Estudiantes  | 14 | 10 | 4  | 24  |
| Peñarol                  | 14 | 9  | 5  | 23  |
| Lanús                    | 14 | 7  | 7  | 21  |
| Boca Juniors             | 14 | 7  | 7  | 21  |
| Gimnasia Indalo          | 14 | 6  | 8  | 20  |
| 9 de julio (Río Tercero) | 14 | 4  | 10 | 18  |
| Quilmes                  | 14 | 2  | 12 | 16  |

|  |                                                           |
|  | Clasificados al Súper 8 por tener mejor récord.           |
|  | Clasificado al Súper 8 por invitación de la organización. |

| 9 de julio (RT)  | 71 - 83 | Boca Junirs     | José Albert      | 22 de septiembre |
| Obras Sanitarias | 66 - 74 | Gimnasia Indalo | Obras Sanitarias | 23 de septiembre |
| Weber Bahía Est. | 74 - 64 | Quilmes         | Osvaldo Casanova | 23 de septiembre |
| Peñarol          | 76 - 73 | Lanús           | Islas Malvinas   | 23 de septiembre |

| Peñarol          | 77 - 58 | Quilmes         | Islas Malvinas   | 21 de septiembre |
| 9 de julio (RT)  | 74 - 72 | Gimnasia Indalo | José Albert      | 25 de septiembre |
| Weber Bahía Est. | 77 - 63 | Lanús           | Osvaldo Casanova | 25 de septiembre |
| Obras Sanitarias | 73 - 81 | Boca Juniors    | Obras Sanitarias | 25 de septiembre |

| Lanús           | 58 - 64  | Obras Sanitarias | Antonio Rotili    | 29 de septiembre |
| Boca Juniors    | 87 - 73  | Weber Bahía Est. | Luis Conde        | 29 de septiembre |
| Gimnasia Indalo | 108 - 82 | Peñarol          | Socios Fundadores | 30 de septiembre |
| Quilmes         | 72 - 61  | 9 de julio (RT)  | Islas Malvinas    | 4 de octubre     |

| Quilmes         | 74 - 90 | Obras Sanitarias | Islas Malvinas    | 27 de septiembre |
| Gimnasia Indalo | 80 - 87 | Weber Bahía Est. | Socios Fundadores | 2 de octubre     |
| Lanús           | 85 - 51 | 9 de julio (RT)  | Antonio Rotili    | 2 de octubre     |
| Boca Juniors    | 65 - 73 | Peñarol          | Luis Conde        | 5 de octubre     |

| Obras Sanitarias | 95 - 81 | Peñarol          | Obras Sanitarias | 3 de octubre |
| 9 de julio (RT)  | 56 - 69 | Weber Bahía Est. | José Albert      | 7 de octubre |
| Lanús            | 74 - 69 | Gimnasia Indalo  | Antonio Rotili   | 7 de octubre |
| Quilmes          | 86 - 69 | Boca Juniors     | Islas Malvinas   | 7 de octubre |

| 9 de julio (RT)  | 85 - 97 | Peñarol          | José Albert      | 9 de octubre   |
| Quilmes          | 77 - 96 | Gimnasia Indalo  | Islas Malvinas   | 9 de octubre   |
| Lanús            | 61 - 62 | Boca Juniors     | Antonio Rotili   | 9 de octubre   |
| Obras Sanitarias | 85 - 64 | Weber Bahía Est. | Obras Sanitarias | 8 de noviembre |

| Weber Bahía Est. | 67 - 76 | 9 de julio (RT)  | Osvaldo Casanova  | 13 de octubre |
| Peñarol          | 79 - 81 | Obras Sanitarias | Islas Malvinas    | 14 de octubre |
| Boca Juniors     | 86 - 85 | Quilmes          | Luis Conde        | 14 de octubre |
| Gimnasia Indalo  | 95 - 90 | Lanús            | Socios Fundadores | 14 de octubre |

| Gimnasia Indalo  | 64 - 59 | Quilmes          | Socios Fundadores | 16 de octubre |
| Peñarol          | 88 - 66 | 9 de julio (RT)  | Islas Malvinas    | 16 de octubre |
| Boca Juniors     | 50 - 79 | Lanús            | Luis Conde        | 16 de octubre |
| Weber Bahía Est. | 83 - 61 | Obras Sanitarias | Osvaldo Casanova  | 16 de octubre |

| Obras Sanitarias | 85 - 79  | 9 de julio (RT)  | Obras Sanitarias  | 19 de octubre |
| Gimnasia Indalo  | 89 - 65  | Boca Juniors     | Socios Fundadores | 19 de octubre |
| Lanús            | 100 - 89 | Quilmes          | Antonio Rotili    | 19 de octubre |
| Peñarol          | 87 - 96  | Weber Bahía Est. |                   | 19 de octubre |

| Quilmes          | 61 - 81 | Lanús            | Islas Malvinas   | 21 de octubre |
| Weber Bahía Est. | 79 - 76 | Peñarol          | Osvaldo Casanova | 21 de octubre |
| Boca Juniors     | 88 - 70 | Gimnasia Indalo  | Luis Conde       | 21 de octubre |
| 9 de julio (RT)  | 66 - 73 | Obras Sanitarias | José Albert      | 21 de octubre |

| Quilmes         | 68 - 76 | Weber Bahía Est. | Islas Malvinas    | 3 de noviembre |
| Boca Juniors    | 71 - 63 | 9 de julio (RT)  | Luis Conde        | 4 de noviembre |
| Gimnasia Indalo | 79 - 85 | Obras Sanitarias | Socios Fundadores | 4 de noviembre |
| Lanús           | 72 - 86 | Peñarol          | Antonio Rotili    | 4 de noviembre |

| Boca Juniors    | 72 - 95 | Obras Sanitarias | Luis Conde        | 6 de noviembre |
| Quilmes         | 72 - 87 | Peñarol          | Islas Malvinas    | 6 de noviembre |
| Gimnasia Indalo | 57 - 62 | 9 de julio (RT)  | Socios Fundadores | 6 de noviembre |
| Lanús           | 75 - 73 | Weber Bahía Est. | Antonio Rotili    | 6 de noviembre |

| Peñarol          | 103 - 74 | Gimnasia Indalo | Islas Malvinas   | 11 de octubre   |
| Obras Sanitarias | 77 - 72  | Lanús           | Obras Sanitarias | 10 de noviembre |
| Weber Bahía Est. | 90 - 82  | Boca Juniors    | Osvaldo Casanova | 11 de noviembre |
| 9 de julio (RT)  | 95 - 84  | Quilmes         | José Albert      | 11 de noviembre |

| Peñarol          | 93 - 88  | Boca Juniors    | Islas Malvinas   | 9 de noviembre  |
| Obras Sanitarias | 114 - 71 | Quilmes         | Obras Sanitarias | 13 de noviembre |
| 9 de julio (RT)  | 69 - 81  | Lanús           | José Albert      | 13 de noviembre |
| Weber Bahía Est. | 74 - 58  | Gimnasia Indalo | Osvaldo Casanova | 13 de noviembre |

## Súper 8 2011
Por tercera vez en la historia del certamen (2007 y 2009), se disputa el Súper 8 en la ciudad de Mar del Plata, en el renovado Polideportivo Islas Malvinas.
Terminada la primera fase, clasificaron al Súper 8 de Mar del Plata, los primeros 3 de la zona norte (Regatas Corrientes, Libertad y Quimsa), los primeros 3 de la zona sur (Obras Sanitarias, Weber Bahía Estudiantes y Peñarol), el mejor cuarto de los 2 grupos (Lanús) y el equipo invitado por la organización (Boca Juniors).
El torneo fue ganado por Peñarol, quien se alzó por tercera vez en su historia como campeón del certamen venciendo en la final a Libertad de Sunchales. En el equipo marplatense se destacó la presencia de uno de los integrantes de la generación dorada del básquet argentino, Andrés "Chapu" Nocioni, quien gracias al lockout de la NBA volvió a la LNB.

## Segunda fase
| Equipo | Equipo                   | A    | PJ | PG | PP | Pts  |
| ------ | ------------------------ | ---- | -- | -- | -- | ---- |
| 1.°    | Obras Sanitarias 1       | 12,5 | 30 | 20 | 10 | 62,5 |
| 2.º    | Peñarol 1                | 11,5 | 30 | 21 | 9  | 62,5 |
| 3.º    | Libertad                 | 11,5 | 30 | 20 | 10 | 61,5 |
| 4.º    | Lanús                    | 10,5 | 30 | 19 | 11 | 59,5 |
| 5.º    | Quimsa                   | 11,5 | 30 | 17 | 13 | 58,5 |
| 6.º    | Sionista 2               | 10,5 | 30 | 17 | 13 | 57,5 |
| 7.º    | Regatas Corrientes 2     | 12,5 | 30 | 15 | 15 | 57,5 |
| 8.º    | Gimnasia Indalo 3        | 10,0 | 30 | 16 | 14 | 56,0 |
| 9.º    | La Unión de Formosa 3    | 10,0 | 30 | 16 | 14 | 56,0 |
| 10.º   | Atenas                   | 9,5  | 30 | 16 | 14 | 55,5 |
| 11.º   | Weber Bahía Estudiantes  | 12,0 | 30 | 13 | 17 | 55,0 |
| 12.º   | Boca Juniors             | 10,5 | 30 | 11 | 19 | 51,5 |
| 13.º   | Ciclista Olímpico        | 9,5  | 30 | 11 | 19 | 50,5 |
| 14.º   | 9 de julio (Río Tercero) | 9,0  | 30 | 11 | 19 | 50,0 |
| 15.º   | Quilmes 4                | 8,0  | 30 | 9  | 21 | 47,0 |
| 16.º   | San Martín (C) 4         | 9,0  | 30 | 8  | 22 | 47,0 |

|  |                                               |
|  | Clasificados directamente a cuartos de final. |
|  | Clasificados a la serie reclasificatoria.     |
|  | Clasificados a la serie por la permanencia.   |

1: El desempate entre Obras Sanitarias y Peñarol favorece al primer equipo mencionado ya que ganó los dos partidos entre disputados entre ellos en esta fase. Dichos encuentros fueron en las fechas séptima y vigesimoquinta.

2: El desempate entre Sionista y Regatas Corrientes favorece al primer equipo mencionado ya que ganó la serie de encuentros disputados entre ellos en esta fase. Dichos encuentros fueron en las fechas séptima y vigesimoquinta. En la séptima fecha fue victoria de Sionista 90 a 59 mientras que en la vigesimoquinta fue victoria de Regatas Corrientes 77 a 72. La suma de ambos encuentros da una victoria de Sionista 167 a 131.

3: El desempate entre Gimnasia Indalo y La Unión de Formosa favorece al primer equipo mencionado ya que ganó los dos partidos entre disputados entre ellos en esta fase. Dichos encuentros fueron en las fechas decimotercera y vigesimonovena.

4: El desempate entre Quilmes y San Martín de Corrientes favorece al primer equipo mencionado ya que ganó los dos partidos entre disputados entre ellos en esta fase. Dichos encuentros fueron en las fechas segunda y vigésima.

| Atenas              | 80 - 89 | Weber Bahía Est. | Carlos Cerutti    | 17 de noviembre |
| La Unión de Formosa | 68 - 80 | Libertad         | Cincuentenario    | 18 de noviembre |
| Quilmes             | 77 - 81 | Sionista         | Islas Malvinas    | 18 de noviembre |
| Boca Juniors        | 80 - 60 | 9 de julio (RT)  | Luis Conde        | 18 de noviembre |
| Regatas Corrientes  | 65 - 72 | Quimsa           | José Jorge Contte | 18 de noviembre |
| Lanús               | 79 - 70 | San Martín (C)   | Antonio Rotili    | 18 de noviembre |
| Gimnasia Indalo     | 85 - 88 | Obras Sanitarias | Socios Fundadores | 18 de noviembre |
| Ciclista Olímpico   | 83 - 52 | Peñarol          | Vicente Rosales   | 18 de noviembre |

| La Unión de Formosa | 74 - 68  | Quimsa           | Cincuentenario    | 16 de noviembre |
| Quilmes             | 86 - 76  | San Martín (C)   | Islas Malvinas    | 20 de noviembre |
| Boca Juniors        | 58 - 102 | Obras Sanitarias | Luis Conde        | 20 de noviembre |
| Atenas              | 59 - 75  | Peñarol          | Carlos Cerutti    | 20 de noviembre |
| Regatas Corrientes  | 80 - 77  | Libertad         | José Jorge Contte | 20 de noviembre |
| Lanús               | 70 - 74  | Sionista         | Antonio Rotili    | 20 de noviembre |
| Gimnasia Indalo     | 96 - 83  | 9 de julio (RT)  | Socios Fundadores | 20 de noviembre |
| Ciclista Olímpico   | 76 - 63  | Weber Bahía Est. | Vicente Rosales   | 15 de febrero   |

| Libertad         | 86 - 52  | Lanús               | El Hogar de los Tigres | 1 de diciembre |
| Weber Bahía Est. | 90 - 82  | Regatas Corrientes  | Osvaldo Casanova       | 2 de diciembre |
| 9 de julio (RT)  | 92 - 85  | Atenas              | José Albert            | 2 de diciembre |
| Sionista         | 88 - 77  | Boca Juniors        | Moisés Flesler         | 2 de diciembre |
| Quimsa           | 89 - 75  | Quilmes             | Ciudad                 | 2 de diciembre |
| Peñarol          | 92 - 83  | La Unión de Formosa | Islas Malvinas         | 2 de diciembre |
| Obras Sanitarias | 100 - 87 | Ciclista Olímpico   | Obras Sanitarias       | 2 de diciembre |
| San Martín (C)   | 72 - 68  | Gimnasia Indalo     | El Fortín Rojinegro    | 2 de diciembre |

| Sionista         | 92 - 77 | Gimnasia Indalo     | Moisés Flesler         | 30 de noviembre |
| Weber Bahía Est. | 75 - 76 | La Unión de Formosa | Osvaldo Casanova       | 4 de diciembre  |
| 9 de julio (RT)  | 73 - 72 | Ciclista Olímpico   | José Albert            | 4 de diciembre  |
| Quimsa           | 67 - 60 | Lanús               | Ciudad                 | 4 de diciembre  |
| Peñarol          | 95 - 79 | Regatas Corrientes  | Islas Malvinas         | 4 de diciembre  |
| Obras Sanitarias | 96 - 77 | Atenas              | Obras Sanitarias       | 4 de diciembre  |
| San Martín (C)   | 80 - 89 | Boca Juniors        | El Fortín Rojinegro    | 4 de diciembre  |
| Libertad         | 99 - 80 | Quilmes             | El Hogar de los Tigres | 4 de diciembre  |

| Boca Juniors        | 77 - 66  | Quilmes          | Luis Conde        | 8 de diciembre |
| Atenas              | 101 - 78 | Sionista         | Carlos Cerutti    | 9 de diciembre |
| Regatas Corrientes  | 78 - 55  | 9 de julio (RT)  | José Jorge Contte | 9 de diciembre |
| Weber Bahía Est.    | 88 - 75  | Quimsa           | Osvaldo Casanova  | 9 de diciembre |
| Gimnasia Indalo     | 77 - 96  | Lanús            | Socios Fundadores | 9 de diciembre |
| Ciclista Olímpico   | 78 - 77  | San Martín (C)   | Vicente Rosales   | 9 de diciembre |
| La Unión de Formosa | 66 - 98  | Obras Sanitarias | Cincuentenario    | 9 de diciembre |
| Peñarol             | 82 - 73  | Libertad         | Islas Malvinas    | 9 de diciembre |

| Regatas Corrientes  | 89 - 80 | Obras Sanitarias | José Jorge Contte | 7 de diciembre  |
| Atenas              | 93 - 75 | San Martín (C)   | Carlos Ceruti     | 11 de diciembre |
| Weber Bahía Est.    | 76 - 82 | Libertad         | Osvaldo Casanova  | 11 de diciembre |
| Gimnasia Indalo     | 86 - 58 | Quilmes          | Socios Fundadores | 11 de diciembre |
| Ciclista Olímpico   | 65 - 66 | Sionista         | Vicente Rosales   | 11 de diciembre |
| La Unión de Formosa | 85 - 68 | 9 de julio (RT)  | Cincuentenario    | 11 de diciembre |
| Peñarol             | 95 - 78 | Quimsa           | Islas Malvinas    | 11 de diciembre |
| Boca Juniors        | 71 - 76 | Lanús            | Luis Conde        | 12 de diciembre |

| 9 de julio (RT)  | 78 - 71  | Weber Bahía Est.    | José Albert            | 14 de diciembre |
| Sionista         | 90 - 59  | Regatas Corrientes  | Moisés Flesler         | 14 de diciembre |
| Quilmes          | 67 - 80  | Atenas              | Islas Malvinas         | 14 de diciembre |
| Quimsa           | 101 - 72 | Boca Juniors        | Ciudad                 | 14 de diciembre |
| Obras Sanitarias | 96 - 73  | Peñarol             | Obras Sanitarias       | 14 de diciembre |
| San Martín (C)   | 93 - 79  | La Unión de Formosa | El Fortín Rojinegro    | 14 de diciembre |
| Lanús            | 77 - 71  | Ciclista Olímpico   | Antonio Rotili         | 14 de diciembre |
| Libertad         | 89 - 73  | Gimnasia Indalo     | El Hogar de los Tigres | 14 de diciembre |

| 9 de julio (RT)  | 76 - 80  | Peñarol             | José Albert            | 16 de diciembre |
| Sionista         | 76 - 89  | La Unión de Formosa | Moisés Flesler         | 16 de diciembre |
| Quilmes          | 90 - 86  | Ciclista Olímpico   | Islas Malvinas         | 16 de diciembre |
| Quimsa           | 108 - 74 | Gimnasia Indalo     | Ciudad                 | 16 de diciembre |
| Obras Sanitarias | 88 - 81  | Weber Bahía Est.    | Obras Sanitarias       | 16 de diciembre |
| San Martín (C)   | 73 - 69  | Regatas Corrientes  | El Fortín Rojinegro    | 16 de diciembre |
| Lanús            | 67 - 71  | Atenas              | Antonio Rotili         | 16 de diciembre |
| Libertad         | 96 - 82  | Boca Juniors        | El Hogar de los Tigres | 16 de diciembre |

| Atenas              | 73 - 71 | Boca Juniors    | Carlos Cerutti    | 19 de diciembre |
| Regatas Corrientes  | 85 - 69 | Quilmes         | José Jorge Contte | 19 de diciembre |
| Weber Bahía Est.    | 78 - 70 | Sionista        | Osvaldo Casanova  | 19 de diciembre |
| 9 de julio (RT)     | 63 - 65 | Quimsa          | José Albert       | 19 de diciembre |
| Ciclista Olímpico   | 75 - 90 | Gimnasia Indalo | Vicente Rosales   | 19 de diciembre |
| La Unión de Formosa | 76 - 73 | Lanús           | Cincuentenario    | 19 de diciembre |
| Peñarol             | 95 - 81 | San Martín (C)  | Islas Malvinas    | 19 de diciembre |
| Obras Sanitarias    | 83 - 80 | Libertad        | Obras Sanitarias  | 19 de diciembre |

| Atenas              | 78 - 63  | Gimnasia Indalo | Carlos Cerutti    | 21 de diciembre |
| Regatas Corrientes  | 66 - 68  | Lanús           | José Jorge Contte | 21 de diciembre |
| Weber Bahía Est.    | 98 - 92  | San Martín (C)  | Osvaldo Casanova  | 21 de diciembre |
| 9 de julio (RT)     | 73 - 80  | Libertad        | José Albert       | 21 de diciembre |
| Ciclista Olímpico   | 65 - 67  | Boca Juniors    | Vicente Rosales   | 21 de diciembre |
| La Unión de Formosa | 90 - 70  | Quilmes         | Cincuentenario    | 21 de diciembre |
| Peñarol             | 95 - 79  | Sionista        | Islas Malvinas    | 21 de diciembre |
| Obras Sanitarias    | 101 - 96 | Quimsa          | Obras Sanitarias  | 21 de diciembre |

| Libertad            | 79 - 65 | Quimsa             | El Hogar de los Tigres | 5 de enero |
| Lanús               | 83 - 62 | Quilmes            | Antonio Rotili         | 6 de enero |
| Ciclista Olímpico   | 64 - 72 | Atenas             | Vicente Rosales        | 6 de enero |
| Peñarol             | 84 - 80 | Weber Bahía Est.   | Islas Malvinas         | 6 de enero |
| San Martín (C)      | 92 - 85 | Sionista           | El Fortín Rojinegro    | 6 de enero |
| Gimnasia Indalo     | 81 - 84 | Boca Juniors       | Socios Fundadores      | 6 de enero |
| La Unión de Formosa | 78 - 87 | Regatas Corrientes | Cincuentenario         | 6 de enero |
| Obras Sanitarias    | 98 - 64 | 9 de julio (RT)    | Obras Sanitarias       | 6 de enero |

| Weber Bahía Est.   | 77 - 93 | Peñarol             | Osvaldo Casanova  | 4 de enero |
| Quimsa             | 67 - 73 | Libertad            | Ciudad            | 8 de enero |
| Quilmes            | 75 - 77 | Lanús               | Islas Malvinas    | 8 de enero |
| Atenas             | 89 - 93 | Ciclista Olímpico   | Carlos Cerutti    | 8 de enero |
| Sionista           | 80 - 74 | San Martín (C)      | Moisés Flesler    | 8 de enero |
| Boca Juniors       | 79 - 78 | Gimnasia Indalo     | Luis Conde        | 8 de enero |
| Regatas Corrientes | 84 - 72 | La Unión de Formosa | José Jorge Contte | 8 de enero |
| 9 de julio (RT)    | 82 - 94 | Obras Sanitarias    | José Albert       | 8 de enero |

| Boca Juniors    | 101 - 103 | Regatas Corrientes  | Luis Conde             | 12 de enero |
| Sionista        | 83 - 73   | 9 de julio (RT)     | Moisés Flesler         | 13 de enero |
| Quilmes         | 78 - 76   | Weber Bahía Est.    | Islas Malvinas         | 13 de enero |
| Quimsa          | 82 - 86   | Atenas              | Ciudad                 | 13 de enero |
| San Martín (C)  | 71 - 86   | Obras Sanitarias    | El Fortín Rojinegro    | 13 de enero |
| Lanús           | 93 - 81   | Peñarol             | Antonio Rotili         | 13 de enero |
| Gimnasia Indalo | 87 - 86   | La Unión de Formosa | Socios Fundadores      | 13 de enero |
| Libertad        | 85 - 75   | Ciclista Olímpico   | El Hogar de los Tigres | 13 de enero |

| San Martín (C)  | 66 - 73 | 9 de julio (RT)     | El Fortín Rojinegro    | 11 de enero |
| Sionista        | 89 - 79 | Obras Sanitarias    | Moisés Flesler         | 15 de enero |
| Quilmes         | 79 - 91 | Peñarol             | Islas Malvinas         | 15 de enero |
| Boca Juniors    | 79 - 71 | La Unión de Formosa | Luis Conde             | 15 de enero |
| Quimsa          | 71 - 61 | Ciclista Olímpico   | Ciudad                 | 15 de enero |
| Lanús           | 79 - 75 | Weber Bahía Est.    | Antonio Rotili         | 15 de enero |
| Gimnasia Indalo | 78 - 74 | Regatas Corrientes  | Socios Fundadores      | 15 de enero |
| Libertad        | 60 - 66 | Atenas              | El Hogar de los Tigres | 15 de enero |

| Obras Sanitarias    | 103 - 101 | Lanús             | Obras Sanitarias       | 17 de enero |
| Regatas Corrientes  | 82 - 81   | Atenas            | José Jorge Contte      | 18 de enero |
| Weber Bahía Est.    | 96 - 76   | Boca Juniors      | Osvaldo Casanova       | 18 de enero |
| 9 de julio (RT)     | 78 - 60   | Quilmes           | José Albert            | 18 de enero |
| Quimsa              | 65 - 71   | Sionista          | Ciudad                 | 18 de enero |
| La Unión de Formosa | 93 - 83   | Ciclista Olímpico | Cincuentenario         | 18 de enero |
| Peñarol             | 89 - 80   | Gimnasia Indalo   | Islas Malvinas         | 18 de enero |
| Libertad            | 89 - 64   | San Martín (C)    | El Hogar de los Tigres | 18 de enero |

| Regatas Corrientes  | 94 - 91  | Ciclista Olímpico | José Jorge Contte      | 20 de enero |
| Weber Bahía Est.    | 88 - 77  | Gimnasia Indalo   | Osvaldo Casanova       | 20 de enero |
| 9 de julio (RT)     | 70 - 57  | Lanús             | José Albert            | 20 de enero |
| Quimsa              | 89 - 93  | San Martín (C)    | Ciudad                 | 20 de enero |
| La Unión de Formosa | 72 - 73  | Atenas            | Cincuentenario         | 20 de enero |
| Peñarol             | 81 - 69  | Boca Juniors      | Islas Malvinas         | 20 de enero |
| Obras Sanitarias    | 104 - 66 | Quilmes           | Obras Sanitarias       | 20 de enero |
| Libertad            | 81 - 83  | Sionista          | El Hogar de los Tigres | 20 de enero |

| Atenas            | 91 - 72 | Regatas Corrientes  | Carlos Cerutti      | 26 de enero |
| Quilmes           | 80 - 77 | 9 de julio (RT)     | Islas Malvinas      | 26 de enero |
| Boca Juniors      | 81 - 76 | Weber Bahía Est.    | Luis Conde          | 27 de enero |
| Sionista          | 75 - 71 | Quimsa              | Moisés Flesler      | 27 de enero |
| Ciclista Olímpico | 83 - 76 | La Unión de Formosa | Vicente Rosales     | 27 de enero |
| Gimnasia Indalo   | 82 - 76 | Peñarol             | Socios Fundadores   | 27 de enero |
| Lanús             | 78 - 86 | Obras Sanitarias    | Antonio Rotili      | 27 de enero |
| San Martín (C)    | 56 - 83 | Libertad            | El Fortín Rojinegro | 27 de enero |

| Ciclista Olímpico | 62 - 69 | Regatas Corrientes  | Vicente Rosales     | 29 de enero |
| Gimnasia Indalo   | 84 - 76 | Weber Bahía Est.    | Socios Fundadores   | 29 de enero |
| Lanús             | 80 - 58 | 9 de julio (RT)     | Antonio Rotili      | 29 de enero |
| San Martín (C)    | 70 - 75 | Quimsa              | El Fortín Rojinegro | 29 de enero |
| Atenas            | 64 - 93 | La Unión de Formosa | Carlos Cerutti      | 29 de enero |
| Boca Juniors      | 86 - 91 | Peñarol             | Luis Conde          | 29 de enero |
| Quilmes           | 80 - 74 | Obras Sanitarias    | Islas Malvinas      | 29 de enero |
| Sionista          | 64 - 81 | Libertad            | Moisés Flesler      | 29 de enero |

| Sionista         | 89 - 82  | Quilmes             | Moisés Flesler         | 3 de febrero  |
| 9 de julio (RT)  | 83 - 79  | Boca Juniors        | José Albert            | 3 de febrero  |
| Quimsa           | 74 - 67  | Regatas Corrientes  | Ciudad                 | 3 de febrero  |
| San Martín (C)   | 66 - 80  | Lanús               | El Fortín Rojinegro    | 3 de febrero  |
| Peñarol          | 108 - 52 | Ciclista Olímpico   | Islas Malvinas         | 3 de febrero  |
| Libertad         | 73 - 75  | La Unión de Formosa | El Hogar de los Tigres | 3 de febrero  |
| Weber Bahía Est. | 84 - 68  | Atenas              | Osvaldo Casanova       | 7 de febrero  |
| Obras Sanitarias | 76 - 78  | Gimnasia Indalo     | Obras Sanitarias       | 15 de febrero |

| San Martín (C)   | 75 - 77 | Quilmes             | El Fortín Rojinegro    | 5 de febrero  |
| Libertad         | 82 - 69 | Regatas Corrientes  | El Hogar de los Tigres | 5 de febrero  |
| Sionista         | 71 - 67 | Lanús               | Moisés Flesler         | 5 de febrero  |
| 9 de julio (RT)  | 55 - 57 | Gimnasia Indalo     | José Albert            | 5 de febrero  |
| Weber Bahía Est. | 95 - 85 | Ciclista Olímpico   | Osvaldo Casanova       | 5 de febrero  |
| Quimsa           | 79 - 84 | La Unión de Formosa | Ciudad                 | 5 de febrero  |
| Obras Sanitarias | 90 - 85 | Boca Juniors        | Obras Sanitarias       | 22 de febrero |
| Peñarol          | 81 - 75 | Atenas              | Islas Malvinas         | 29 de febrero |

| Ciclista Olímpico   | 88 - 80  | Obras Sanitarias | Vicente Rosales   | 9 de febrero  |
| Lanús               | 64 - 55  | Libertad         | Antonio Rotili    | 9 de febrero  |
| Regatas Corrientes  | 87 - 81  | Weber Bahía Est. | José Jorge Contte | 10 de febrero |
| Atenas              | 86 - 74  | 9 de julio (RT)  | Carlos Cerutti    | 10 de febrero |
| Boca Juniors        | 66 - 77  | Sionsita         | Luis Conde        | 10 de febrero |
| Quilmes             | 66 - 81  | Quimsa           | Islas Malvinas    | 10 de febrero |
| La Unión de Formosa | 99 - 89  | Peñarol          | Cincuentenario    | 10 de febrero |
| Gimnasia Indalo     | 102 - 89 | San Martín (C)   | Socios Fundadores | 10 de febrero |

| Regatas Corrientes  | 79 - 85 | Peñarol          | José Jorge Contte | 8 de febrero  |
| La Unión de Formosa | 88 - 73 | Weber Bahía Est. | Cincuentenario    | 12 de febrero |
| Ciclista Olímpico   | 88 - 72 | 9 de julio (RT)  | Vicente Rosales   | 12 de febrero |
| Gimnasia Indalo     | 88 - 65 | Sionista         | Socios Fundadores | 12 de febrero |
| Lanús               | 71 - 67 | Quimsa           | Antonio Rotili    | 12 de febrero |
| Atenas              | 95 - 54 | Obras Sanitarias | Carlos Cerutti    | 12 de febrero |
| Boca Juniors        | 70 - 69 | San Martín (C)   | Luis Conde        | 12 de febrero |
| Quilmes             | 66 - 73 | Libertad         | Islas Malvinas    | 12 de febrero |

| Sionista         | 63 - 73 | Atenas              | Moisés Flesler         | 16 de febrero |
| Quilmes          | 67 - 47 | Boca Juniors        | Islas Malvinas         | 17 de febrero |
| 9 de julio (RT)  | 71 - 67 | Regatas Corrientes  | José Albert            | 17 de febrero |
| Quimsa           | 81 - 71 | Weber Bahía Est.    | Ciudad                 | 17 de febrero |
| Lanús            | 73 - 62 | Gimnasia Indalo     | Antonio Rotili         | 17 de febrero |
| San Martín (C)   | 80 - 85 | Ciclista Olímpico   | El Fortín Rojinegro    | 17 de febrero |
| Obras Sanitarias | 89 - 80 | La Unión de Formosa | Obras Sanitarias       | 17 de febrero |
| Libertad         | 80 - 75 | Peñarol             | El Hogar de los Tigres | 17 de febrero |

| Quimsa           | 65 - 62 | Peñarol             | Ciudad                 | 15 de febrero |
| Lanús            | 74 - 69 | Boca Juniors        | Antonio Rotili         | 19 de febrero |
| San Martín (C)   | 82 - 79 | Atenas              | El Fortín Rojinegro    | 19 de febrero |
| Obras Sanitarias | 90 - 85 | Regatas Corrientes  | Obras Sanitarias       | 19 de febrero |
| Libertad         | 81 - 71 | Weber Bahía Est.    | El Hogar de los Tigres | 19 de febrero |
| Quilmes          | 85 - 88 | Gimnasia Indalo     | Islas Malvinas         | 19 de febrero |
| Sionista         | 71 - 73 | Ciclista Olímpico   | Moisés Flesler         | 19 de febrero |
| 9 de julio (RT)  | 75 - 91 | La Unión de Formosa | José Albert            | 19 de febrero |

| La Unión de Formosa | 79 - 69 | San Martín (C)   | Cincuentenario    | 15 de febrero |
| Regatas Corrientes  | 77 - 72 | Sionsita         | José Jorge Contte | 24 de febrero |
| Atenas              | 81 - 78 | Quilmes          | Carlos Cerutti    | 24 de febrero |
| Boca Juniors        | 67 - 73 | Quimsa           | Luis Conde        | 24 de febrero |
| Ciclista Olímpico   | 71 - 77 | Lanús            | Vicente Rosales   | 24 de febrero |
| Gimnasia Indalo     | 76 - 68 | Libertad         | Socios Fundadores | 24 de febrero |
| Weber Bahía Est.    | 90 - 69 | 9 de julio (RT)  | Osvaldo Casanova  | 26 de febrero |
| Peñarol             | 91 - 95 | Obras Sanitarias | Islas Malvinas    | 26 de febrero |

| Atenas              | 71 - 81 | Lanús            | Carlos Cerutti    | 22 de febrero |
| Peñarol             | 89 - 69 | 9 de julio (RT)  | Islas Malvinas    | 24 de febrero |
| Weber Bahía Est.    | 90 - 84 | Obras Sanitarias | Osvaldo Casanova  | 24 de febrero |
| Ciclista Olímpico   | 78 - 74 | Quilmes          | Vicente Rosales   | 26 de febrero |
| Regatas Corrientes  | 83 - 70 | San Martín (C)   | José Jorge Contte | 26 de febrero |
| Boca Juniors        | 78 - 75 | Libertad         | Luis Conde        | 26 de febrero |
| Gimnasia Indalo     | 60 - 73 | Quimsa           | Socios Fundadores | 27 de febrero |
| La Unión de Formosa | 82 - 79 | Sionista         | Cincuentenario    | 7 de marzo    |

| Quilmes         | 87 - 68 | Regatas Corrientes  | Islas Malvinas         | 21 de febrero |
| Sionista        | 79 - 68 | Weber Bahía Est.    | Moisés Flesler         | 1 de marzo    |
| Boca Juniors    | 78 - 77 | Atenas              | Luis Conde             | 2 de marzo    |
| Quimsa          | 89 - 73 | 9 de julio (RT)     | Ciudad                 | 2 de marzo    |
| Gimnasia Indalo | 82 - 68 | Ciclista Olímpico   | Socios Fundadores      | 2 de marzo    |
| Lanús           | 93 - 81 | La Unión de Formosa | Antonio Rotili         | 2 de marzo    |
| San Martín (C)  | 92 - 97 | Peñarol             | El Gigante Rojinegro   | 2 de marzo    |
| Libertad        | 79 - 61 | Obras Sanitarias    | El Hogar de los Tigres | 7 de marzo    |

| Boca Juniors    | 72 - 75 | Ciclista Olímpico   | Luis Conde             | 29 de febrero |
| Gimnasia Indalo | 78 - 73 | Atenas              | Socios Fundadores      | 4 de marzo    |
| San Martín (C)  | 86 - 77 | Weber Bahía Est.    | El Gigante Rojinegro   | 4 de marzo    |
| Libertad        | 69 - 90 | 9 de julio (RT)     | El Hogar de los Tigres | 4 de marzo    |
| Quilmes         | 85 - 74 | La Unión de Formosa | Islas Malvinas         | 4 de marzo    |
| Sionista        | 79 - 65 | Peñarol             | Moisés Flesler         | 4 de marzo    |
| Lanús           | 94 - 64 | Regatas Corrientes  | Antonio Rotili         | 8 de marzo    |
| Quimsa          | 77 - 73 | Obras Sanitarias    | Ciudad                 | 9 de marzo    |

| 9 de julio (RT)     | 74 - 69 | Sionsita        | José Albert       | 11 de marzo |
| Weber Bahía Est.    | 82 - 76 | Quilmes         | Osvaldo Casanova  | 11 de marzo |
| Regatas Corrientes  | 82 - 75 | Boca Juniors    | José Jorge Contte | 11 de marzo |
| Atenas              | 90 - 74 | Quimsa          | Carlos Cerutti    | 11 de marzo |
| Obras Sanitarias    | 73 - 75 | San Martín (C)  | Obras Sanitarias  | 11 de marzo |
| Peñarol             | 98 - 79 | Lanús           | Islas Malvinas    | 11 de marzo |
| La Unión de Formosa | 80 - 87 | Gimnasia Indalo | Cincuentenario    | 11 de marzo |
| Ciclista Olímpico   | 67 - 69 | Libertad        | Vicente Rosales   | 11 de marzo |

| Peñarol             | 92 - 75 | Quilmes         | Islas Malvinas    | 13 de marzo |
| La Unión de Formosa | 95 - 73 | Boca Juniors    | Cincuentenario    | 13 de marzo |
| Ciclista Olímpico   | 65 - 70 | Quimsa          | Vicente Rosales   | 13 de marzo |
| 9 de julio (RT)     | 77 - 75 | San Martín (C)  | José Albert       | 13 de marzo |
| Weber Bahía Est.    | 84 - 70 | Lanús           | Osvaldo Casanova  | 13 de marzo |
| Regatas Corrientes  | 96 - 85 | Gimnasia Indalo | José Jorge Contte | 13 de marzo |
| Atenas              | 72 - 73 | Libertad        | Carlos Cerutti    | 13 de marzo |
| Obras Santiarias    | 96 - 76 | Sionista        | Obras Sanitarias  | 13 de marzo |

## Series por la permanencia

### Primer descenso
| Equipo                                                         | Equipo            | Partidos | Partidos | Partidos | Partidos | Partidos |
| -------------------------------------------------------------- | ----------------- | -------- | -------- | -------- | -------- | -------- |
| 13.º                                                           | Ciclista Olímpico | 96       | 83       | 71       | 81       | 79       |
| 16.º                                                           | San Martín (C)    | 89       | 74       | 78       | 97       | 67       |
| Ciclista Olímpico ganó la serie 3 - 2 y se mantiene en la LNB. |                   |          |          |          |          |          |

| 20 de marzo | Ciclista Olímpico                                                              | 96–89                | San Martín (C)                                                                 | La Banda                                                                                           |  |  |
|             | Parciales: 18-20, 30-19, 28-26, 20-24                                          |                      |                                                                                | |  |  |
|             | Estadísticas J. De Groat 20 J. De Groat 10 J. De Groat, G. Grays y F. Malara 3 | Reporte Pts Reb Asts | Estadísticas 27 J. Martínez y L. García Morales 17 J. Martínez 6 L. Victoriano | Pabellón: Estadio Vicente Rosales Árbitros: * Alejandro Chiti * Fernando Sampietro * Fabricio Vito |  |  |
| serie 1 - 0 |                                                                                |                      |                                                                                | |  |  |
|             |                                                                                |                      |                                                                                | |  |  |

| 22 de marzo | Ciclista Olímpico                                     | 83–74                | San Martín (C)                                                   | La Banda                                                                                        |  |  |
|             | Parciales: 20-25, 20-19, 13-14, 30-16                 |                      |                                                                  |                                                                                                 |  |  |
|             | Estadísticas C. Romero 20 J. De Groat 9 J. De Groat 3 | Reporte Pts Reb Asts | Estadísticas 29 L. García Morales 12 J. Martínez 6 L. Victoriano | Pabellón: Estadio Vicente Rosales Árbitros: * Pablo Estévez * Juan Fernández * Rodrigo Castillo |  |  |
| serie 2 - 0 |                                                       |                      |                                                                  |                                                                                                 |  |  |
|             |                                                       |                      |                                                                  |                                                                                                 |  |  |

| 27 de marzo | San Martín (C)                                                                  | 78–71                | Ciclista Olímpico                                    | Corrientes                                                                                 |  |  |
|             | Parciales: 20-17, 18-25, 25-21, 15-8                                            |                      |                                                      |                                                                                            |  |  |
|             | Estadísticas F. Ramírez Barrios 18 W. McFarlan 10 J. Martínez y L. Victoriano 3 | Reporte Pts Reb Asts | Estadísticas 18 E. Villares 5 F. Malara 4 J. Machuca | Pabellón: El Fortín Rojinegro Árbitros: * Diego Rougier * Alejandro Ramallo * Oscar Brítez |  |  |
| serie 1 - 2 |                                                                                 |                      |                                                      |                                                                                            |  |  |
|             |                                                                                 |                      |                                                      |                                                                                            |  |  |

| 29 de marzo | San Martín (C)                                                   | 97–81                | Ciclista Olímpico                                            | Corrientes                                                                                      |  |  |
|             | Parciales: 31-18, 22-20, 27-21, 17-22                            |                      |                                                              |                                                                                                 |  |  |
|             | Estadísticas L. García Morales 28 J. Martínez 14 L. Victoriano 4 | Reporte Pts Reb Asts | Estadísticas 27 J. De Groat 7 G. Grays 3 G. Grays Y P. Moldú | Pabellón: El Fortín Rojinegro Árbitros: * Rodrigo Castillo * Sergio Tarifeño * Osvaldo Bautista |  |  |
| serie 2 - 2 |                                                                  |                      |                                                              |                                                                                                 |  |  |
|             |                                                                  |                      |                                                              |                                                                                                 |  |  |

| 1 de abril  | Ciclista Olímpico                                     | 79–67                | San Martín (C)                                             | La Banda                                                                                       |  |  |
|             | Parciales: 23-12, 17-15, 15-23, 24-17                 |                      |                                                            |                                                                                                |  |  |
|             | Estadísticas J. Williams 16 J. Williams 10 G. Grays 4 | Reporte Pts Reb Asts | Estadísticas 21 J. Martínez 13 J. Martínez 4 L. Victoriano | Pabellón: Estadio Vicente Rosales Árbitros: * Alejandro Chiti * Juan Fernández * Fabricio Vito |  |  |
| serie 3 - 2 |                                                       |                      |                                                            |                                                                                                |  |  |
|             |                                                       |                      |                                                            |                                                                                                |  |  |

### Segundo descenso
| Equipo                                                       | Equipo                   | Partidos | Partidos | Partidos | Partidos | Partidos |
| ------------------------------------------------------------ | ------------------------ | -------- | -------- | -------- | -------- | -------- |
| 14.º                                                         | 9 de julio (Río Tercero) | 82       | 72       | 88       | 82       |          |
| 15.º                                                         | Quilmes                  | 71       | 70       | 94       | 74       |          |
| 9 de julio (RT) ganó la serie 3 - 1 y se mantiene en la LNB. |                          |          |          |          |          |          |

| 20 de marzo | 9 de julio (RT)                                                 | 82–71                | Quilmes                                                 | Río Tercero                                                                          |  |  |
|             | Parciales: 31-11, 11-13, 19-24, 21-23                           |                      |                                                         |                                                                                      |  |  |
|             | Estadísticas J. Cowan y G. Luchino 23 J. Cowan 7 D. Gerbaudo 12 | Reporte Pts Reb Asts | Estadísticas 19 C. Matthews 8 C. Matthews 3 G. Eseverri | Pabellón: Estadio José Albert Árbitros: * Pablo Estévez * Diego Rougier * Mario Alúz |  |  |
| serie 1 - 0 |                                                                 |                      |                                                         |                                                                                      |  |  |
|             |                                                                 |                      |                                                         |                                                                                      |  |  |

| 22 de marzo | 9 de julio (RT)                                      | 72–70                | Quilmes                                                            | Río Tercero                                                                                  |  |  |
|             | Parciales: 19-19, 21-16, 16-18, 16-17                |                      |                                                                    |                                                                                              |  |  |
|             | Estadísticas D. Gerbaudo 19 S. Clancy 9 G. Luchino 3 | Reporte Pts Reb Asts | Estadísticas 24 P. Hopson 11 C. Matthews 1 P. Hopson y G. Eseverri | Pabellón: Estadio José Albert Árbitros: * Daniel Rodrigo * Fernando Sampietro * Fabio Alaníz |  |  |
| serie 2 - 0 |                                                      |                      |                                                                    |                                                                                              |  |  |
|             |                                                      |                      |                                                                    |                                                                                              |  |  |

| 28 de marzo | Quilmes                                                       | 94–88                | 9 de julio (RT)                                     | Mar del Plata                                                                                          |  |  |
|             | Parciales: 16-14, 20-13, 20-22, 15-22 (T.E.: 10 - 10, 13 - 7) |                      |                                                     | |  |  |
|             | Estadísticas P. Hopson 37 L. Truscott 11 P. Hopson 7          | Reporte Pts Reb Asts | Estadísticas 22 D. Gerbaudo 11 S. Clancy 5 G. Torre | Pabellón: Polideportivo Islas Malvinas Árbitros: * Alejandro Chiti * Juan Fernández * Leonardo Mendoza |  |  |
| serie 1 - 2 |                                                               |                      |                                                     | |  |  |
|             |                                                               |                      |                                                     | |  |  |

| 30 de marzo | Quilmes                                                | 74–82                | 9 de julio (RT)                                     | Mar del Plata                                                                                        |  |  |
|             | Parciales: 18-24, 20-19, 18-20, 18-19                  |                      |                                                     | |  |  |
|             | Estadísticas C. Matthews 20 C. Matthews 12 P. Hopson 5 | Reporte Pts Reb Asts | Estadísticas 20 G. Luchino 8 S. Clancy 4 G. Luchino | Pabellón: Polideportivo Islas Malvinas Árbitros: * Alejandro Ramallo * Roberto Smith * Fabricio Vito |  |  |
| serie 1 - 3 |                                                        |                      |                                                     | |  |  |
|             |                                                        |                      |                                                     | |  |  |

## Tercera fase, play-offs
|  | Reclasificación | Reclasificación     | Reclasificación  |                    |   | Cuartos de final | Cuartos de final | Cuartos de final |  |     | Semifinales      | Semifinales | Semifinales |  |     | Final            | Final | Final |  |
|  |                 |                     |                  |                    |   |                  |                  |                  |  |     |                  |             |             |  |     |                  |       |       |  |
|  |                 |                     |                  |                    |   |                  |                  |                  |  |     |                  |             |             |  |     |                  |       |       |  |
|  |                 |                     |                  |                    |   |                  |                  |                  |  |     |                  |             |             |  |     |                  |       |       |  |
|  |                 |                     |                  |                    |   |                  |                  |                  |  |     |                  |             |             |  |     |                  |       |       |  |
|  |                 |                     |                  |                    |   |                  |                  |                  |  |     |                  |             |             |  |     |                  |       |       |  |
|  |                 | 1.°                 | Obras Sanitarias | 3                  |   |                  |                  |                  |  |     |                  |             |             |  |     |                  |       |       |  |
|  |                 |                     |                  | 3                  |   |                  |                  |                  |  |     |                  |             |             |  |     |                  |       |       |  |
|  |                 |                     | 12.°             | Boca Juniors       | 1 |                  |                  |                  |  |     |                  |             |             |  |     |                  |       |       |  |
|  | 5.°             | Quimsa              | 12.°             | Boca Juniors       | 1 | 1                |                  |                  |  |     |                  |             |             |  |     |                  |       |       |  |
|  | 5.°             | Quimsa              |                  |                    |   |                  |                  |                  |  |     |                  |             |             |  |     |                  |       |       |  |
|  | 12.°            | Boca Juniors        | 3                |                    |   |                  |                  |                  |  |     |                  |             |             |  |     |                  |       |       |  |
|  | 12.°            | Boca Juniors        | 3                |                    |   |                  |                  |                  |  | 1.° | Obras Sanitarias | 3           |             |  |     |                  |       |       |  |
|  |                 |                     |                  |                    |   |                  |                  |                  |  | 1.° | Obras Sanitarias | 3           |             |  |     |                  |       |       |  |
|  |                 |                     | 7.°              | Regatas Corrientes | 1 |                  |                  |                  |  |     |                  |             |             |  |     |                  |       |       |  |
|  |                 |                     | 7.°              | Regatas Corrientes | 1 |                  |                  |                  |  |     |                  |             |             |  |     |                  |       |       |  |
|  |                 |                     |                  |                    |   |                  |                  |                  |  |     |                  |             |             |  |     |                  |       |       |  |
|  |                 |                     |                  |                    |   |                  |                  |                  |  |     |                  |             |             |  |     |                  |       |       |  |
|  |                 | 4.°                 | Lanús            | 2                  |   |                  |                  |                  |  |     |                  |             |             |  |     |                  |       |       |  |
|  |                 |                     |                  | 2                  |   |                  |                  |                  |  |     |                  |             |             |  |     |                  |       |       |  |
|  |                 |                     | 7.°              | Regatas Corrientes | 3 |                  |                  |                  |  |     |                  |             |             |  |     |                  |       |       |  |
|  | 7.°             | Regatas Corrientes  | 7.°              | Regatas Corrientes | 3 | 3                |                  |                  |  |     |                  |             |             |  |     |                  |       |       |  |
|  | 7.°             | Regatas Corrientes  |                  |                    |   |                  |                  |                  |  |     |                  |             |             |  |     |                  |       |       |  |
|  | 10.°            | Atenas              | 0                |                    |   |                  |                  |                  |  |     |                  |             |             |  |     |                  |       |       |  |
|  | 10.°            | Atenas              | 0                |                    |   |                  |                  |                  |  |     |                  |             |             |  | 1.° | Obras Sanitarias | 2     |       |  |
|  |                 |                     |                  |                    |   |                  |                  |                  |  |     |                  |             |             |  | 1.° | Obras Sanitarias | 2     |       |  |
|  |                 |                     | 2.°              | Peñarol            | 4 |                  |                  |                  |  |     |                  |             |             |  |     |                  |       |       |  |
|  |                 |                     | 2.°              | Peñarol            | 4 |                  |                  |                  |  |     |                  |             |             |  |     |                  |       |       |  |
|  |                 |                     |                  |                    |   |                  |                  |                  |  |     |                  |             |             |  |     |                  |       |       |  |
|  |                 |                     |                  |                    |   |                  |                  |                  |  |     |                  |             |             |  |     |                  |       |       |  |
|  |                 | 2.°                 | Peñarol          | 3                  |   |                  |                  |                  |  |     |                  |             |             |  |     |                  |       |       |  |
|  |                 |                     |                  | 3                  |   |                  |                  |                  |  |     |                  |             |             |  |     |                  |       |       |  |
|  |                 |                     | 11.°             | Weber Bahía        | 2 |                  |                  |                  |  |     |                  |             |             |  |     |                  |       |       |  |
|  | 6.°             | Sionista            | 11.°             | Weber Bahía        | 2 | 0                |                  |                  |  |     |                  |             |             |  |     |                  |       |       |  |
|  | 6.°             | Sionista            |                  |                    |   |                  |                  |                  |  |     |                  |             |             |  |     |                  |       |       |  |
|  | 11.°            | Weber Bahía         | 3                |                    |   |                  |                  |                  |  |     |                  |             |             |  |     |                  |       |       |  |
|  | 11.°            | Weber Bahía         | 3                |                    |   |                  |                  |                  |  | 2.° | Peñarol          | 3           |             |  |     |                  |       |       |  |
|  |                 |                     |                  |                    |   |                  |                  |                  |  | 2.° | Peñarol          | 3           |             |  |     |                  |       |       |  |
|  |                 |                     | 3.°              | Libertad           | 1 |                  |                  |                  |  |     |                  |             |             |  |     |                  |       |       |  |
|  |                 |                     | 3.°              | Libertad           | 1 |                  |                  |                  |  |     |                  |             |             |  |     |                  |       |       |  |
|  |                 |                     |                  |                    |   |                  |                  |                  |  |     |                  |             |             |  |     |                  |       |       |  |
|  |                 |                     |                  |                    |   |                  |                  |                  |  |     |                  |             |             |  |     |                  |       |       |  |
|  |                 | 3.°                 | Libertad         | 3                  |   |                  |                  |                  |  |     |                  |             |             |  |     |                  |       |       |  |
|  |                 |                     |                  | 3                  |   |                  |                  |                  |  |     |                  |             |             |  |     |                  |       |       |  |
|  |                 |                     | 8.°              | Gimnasia Indalo    | 1 |                  |                  |                  |  |     |                  |             |             |  |     |                  |       |       |  |
|  | 8.°             | Gimnasia Indalo     | 8.°              | Gimnasia Indalo    | 1 | 3                |                  |                  |  |     |                  |             |             |  |     |                  |       |       |  |
|  | 8.°             | Gimnasia Indalo     |                  |                    |   |                  |                  |                  |  |     |                  |             |             |  |     |                  |       |       |  |
|  | 9.°             | La Unión de Formosa | 2                |                    |   |                  |                  |                  |  |     |                  |             |             |  |     |                  |       |       |  |
|  | 9.°             | La Unión de Formosa | 2                |                    |   |                  |                  |                  |  |     |                  |             |             |  |     |                  |       |       |  |
|  |                 |                     |                  |                    |   |                  |                  |                  |  |     |                  |             |             |  |     |                  |       |       |  |

El resultado que figura en cada serie es la suma de los partidos ganados por cada equipo.
El equipo que figura primero en cada llave es el que obtuvo la ventaja de localía.

### Reclasificación
Quimsa - Boca Juniors
| 21 de marzo | Quimsa                                                  | 67–77                | Boca Juniors                                         | Santiago del Estero                                                   |  |  |
|             | Parciales: 16-23, 9-27, 22-9, 20-18                     |                      |                                                      |                                                                       |  |  |
|             | Estadísticas J. Pellot 21 D. Tintorelli 16 G. Aguirre 5 | Reporte Pts Reb Asts | Estadísticas 13 L. O'Bannon 8 F. Martina 5 M. Stanic | Pabellón: Estadio Ciudad Árbitros: * Osvlado Bautista * Fabricio Vito |  |  |
| Serie 0 - 1 |                                                         |                      |                                                      |                                                                       |  |  |
|             |                                                         |                      |                                                      |                                                                       |  |  |

| 23 de marzo | Quimsa                                                                           | 70–72                | Boca Juniors                                         | Santiago del Estero                                                   |  |  |
|             | Parciales: 26-17, 21-22, 11-15, 12-18                                            |                      |                                                      |                                                                       |  |  |
|             | Estadísticas J. Williams 16 J. Williams 13 J. Pellot, G. Aguirre y B. Robinson 3 | Reporte Pts Reb Asts | Estadísticas 18 L. O'Bannon 7 B. Raymond 8 M. Stanic | Pabellón: Estadio Ciudad Árbitros: * Diego Rougier * Rodrigo Castillo |  |  |
| Serie 0 - 2 |                                                                                  |                      |                                                      |                                                                       |  |  |
|             |                                                                                  |                      |                                                      |                                                                       |  |  |

| 26 de marzo | Boca Juniors                                         | 57–74                | Quimsa                                                                 | Ciudad de Buenos Aires                                                    |  |  |
|             | Parciales: 9-21, 16-22, 16-17, 16-14                 |                      |                                                                        |                                                                           |  |  |
|             | Estadísticas L. O'Bannon 11 F. Martina 9 M. Fierro 2 | Reporte Pts Reb Asts | Estadísticas 21 D. Lo Grippo 7 D. Lo Grippo y J. Williams 5 G. Aguirre | Pabellón: Estadio Luis Conde Árbitros: * Daniel Rodrigo * Sergio Tarifeño |  |  |
| Serie 2 - 1 |                                                      |                      |                                                                        |                                                                           |  |  |
|             |                                                      |                      |                                                                        |                                                                           |  |  |

| 28 de marzo | Boca Juniors                                                     | 68–64                | Quimsa                                                               | Ciudad de Buenos Aires                                              |  |  |
|             | Parciales: 17-19, 16-15, 19-14, 16-16                            |                      |                                                                      |                                                                     |  |  |
|             | Estadísticas L. O'Bannon 16 F. Martina y D. Alston 5 M. Stanic 7 | Reporte Pts Reb Asts | Estadísticas 12 D. Lo Grippo y G. Aguirre 7 J. Williams 2 G. Aguirre | Pabellón: Estadio Luis Conde Árbitros: * Pablo Estévez * Mario Aluz |  |  |
| Serie 3 - 1 |                                                                  |                      |                                                                      |                                                                     |  |  |
|             |                                                                  |                      |                                                                      |                                                                     |  |  |

Sionista - Weber Bahía Estudiantes
| 16 de marzo | Sionista                                              | 82–86                | Weber Bahía Estudiantes                                | Paraná                                                                         |  |  |
|             | Parciales: 18-22, 27-29, 12-17, 18-7 (T.E.: 7 - 11)   |                      |                                                        |                                                                                |  |  |
|             | Estadísticas F. Ferrini 22 H. Rollins 9 R. Iglesias 4 | Reporte Pts Reb Asts | Estadísticas 19 R. Stanton 10 J. Meyinsse 7 J. Sánchez | Pabellón: Estadio Moisés Flesler Árbitros: * Fernando Sampietro * Oscar Brítez |  |  |
| Serie 0 - 1 |                                                       |                      |                                                        |                                                                                |  |  |
|             |                                                       |                      |                                                        |                                                                                |  |  |

| 18 de marzo | Sionista                                                          | 72–73                | Weber Bahía Estudiantes                                 | Paraná                                                                        |  |  |
|             | Parciales: 19-20, 18-21, 21-16, 14-16                             |                      |                                                         |                                                                               |  |  |
|             | Estadísticas F. Ferrini 17 J. Villegas y M. Sandes 8 F. Ferrini 4 | Reporte Pts Reb Asts | Estadísticas 15 J. Espil 5 R. Sánchez Rosa 4 J. Sánchez | Pabellón: Estadio Moisés Flesler Árbitros: * Daniel Rodrigo * Sergio Tarifeño |  |  |
| Serie 0 - 2 |                                                                   |                      |                                                         |                                                                               |  |  |
|             |                                                                   |                      |                                                         |                                                                               |  |  |

| 23 de marzo | Weber Bahía Estudiantes                             | 87–64                | Sionista                                         | Bahía Blanca                                                                   |  |  |
|             | Parciales: 26-13, 26-13, 21-21, 14-17               |                      |                                                  |                                                                                |  |  |
|             | Estadísticas J. Espil 20 R. Stanton 8 L. Faggiano 4 | Reporte Pts Reb Asts | Estadísticas 18 L. Cequeira 5 D. Hure 2 A. Zilli | Pabellón: Estadio Osvaldo Casanova Árbitros: * Alejandro Chiti * Fabricio Vito |  |  |
| Serie 3 - 0 |                                                     |                      |                                                  |                                                                                |  |  |
|             |                                                     |                      |                                                  |                                                                                |  |  |

Regatas Corrientes - Atenas
| 16 de marzo | Regatas Corrientes                                     | 73–66                | Atenas                                               | Corrientes                                                                       |  |  |
|             | Parciales: 21-13, 12-17, 22-19, 18-17                  |                      |                                                      |                                                                                  |  |  |
|             | Estadísticas P. Quinteros 18 N. Romano 8 J. Martínez 5 | Reporte Pts Reb Asts | Estadísticas 14 B. Lábaque 9 J. Lloreda 4 B. Lábaque | Pabellón: Estadio José Jorge Contte Árbitros: * Pablo Estévez * Leonardo Mendoza |  |  |
| Serie 1 - 0 |                                                        |                      |                                                      |                                                                                  |  |  |
|             |                                                        |                      |                                                      |                                                                                  |  |  |

| 18 de marzo | Regatas Corrientes                                     | 86–81                | Atenas                                              | Corrientes                                                                     |  |  |
|             | Parciales: 12-17, 24-21, 19-20, 16-13 (T.E.: 15 - 10)  |                      |                                                     |                                                                                |  |  |
|             | Estadísticas P. Quinteros 21 N. Romano 8 J. Martínez 7 | Reporte Pts Reb Asts | Estadísticas 19 M. Melvin 11 M. Melvin 5 B. Lábaque | Pabellón: Estadio José Jorge Contte Árbitros: * Alejandro Chiti * Oscar Brítez |  |  |
| Serie 2 - 0 |                                                        |                      |                                                     |                                                                                |  |  |
|             |                                                        |                      |                                                     |                                                                                |  |  |

| 23 de marzo | Atenas                                                           | 60–71                | Regatas Corrientes                                   | Córdoba                                                                            |  |  |
|             | Parciales: 11-15, 16-13, 15-17, 18-26                            |                      |                                                      |                                                                                    |  |  |
|             | Estadísticas M. Melvin 14 J. Lloreda y M. Melvin 11 B. Lábaque 4 | Reporte Pts Reb Asts | Estadísticas 19 P. Quinteros 8 L. Roe 6 P. Quinteros | Pabellón: Polideportivo Carlos Cerutti Árbitros: * Fernando Sampietro * Mario Alúz |  |  |
| Serie 0 - 3 |                                                                  |                      |                                                      |                                                                                    |  |  |
|             |                                                                  |                      |                                                      |                                                                                    |  |  |

Gimnasia Indalo - La Unión de Formosa
| 16 de marzo | Gimnasia Indalo                                      | 82–83                | La Unión de Formosa                             | Comodoro Rivadavia                                                               |  |  |
|             | Parciales: 14-15, 26-33, 23-26, 19-9                 |                      |                                                 |                                                                                  |  |  |
|             | Estadísticas R. Gabini 19 D. Davis 10 D. Ciorciari 3 | Reporte Pts Reb Asts | Estadísticas 23 J. Smith 10 G. Lewis 3 J. Smith | Pabellón: Estadio Socios Fundadores Árbitros: * Juan Fernández * Julio Dinamarca |  |  |
| Serie 0 - 1 |                                                      |                      |                                                 |                                                                                  |  |  |
|             |                                                      |                      |                                                 |                                                                                  |  |  |

| 18 de marzo | Gimnasia Indalo                                           | 95–81                | La Unión de Formosa                                          | Comodoro Rivadavia                                                                |  |  |
|             | Parciales: 34-18, 22-24, 20-22, 19-17                     |                      |                                                              |                                                                                   |  |  |
|             | Estadísticas C. McGowan 22 K. Seawright 12 D. Ciorciari 6 | Reporte Pts Reb Asts | Estadísticas 16 R. Wolkowyski 7 R. Wolkowyski 5 D. Farabello | Pabellón: Estadio Socios Fundadores Árbitros: * Alejandro Ramallo * Roberto Smith |  |  |
| Serie 1 - 1 |                                                           |                      |                                                              |                                                                                   |  |  |
|             |                                                           |                      |                                                              |                                                                                   |  |  |

| 23 de marzo | La Unión de Formosa                            | 77–62                | Gimnasia Indalo                                               | Formosa                                                                             |  |  |
|             | Parciales: 24-15, 15-20, 23-17, 15-10          |                      |                                                               |                                                                                     |  |  |
|             | Estadísticas G. Lewis 22 G. Lewis 7 L. Pérez 5 | Reporte Pts Reb Asts | Estadísticas 14 S. Scala 7 D. Davis 2 D. Ciorciari y D. Davis | Pabellón: Polideportivo Cincuentenario Árbitros: * Pablo Estévez * Osvaldo Bautista |  |  |
| Serie 2 - 1 |                                                |                      |                                                               |                                                                                     |  |  |
|             |                                                |                      |                                                               |                                                                                     |  |  |

| 25 de marzo | La Unión de Formosa                            | 72–83                | Gimnasia Indalo                                       | Formosa                                                                         |  |  |
|             | Parciales: 18-18, 17-20, 16-18, 21-27          |                      |                                                       |                                                                                 |  |  |
|             | Estadísticas G. Lewis 17 G. Lewis 7 J. Smith 3 | Reporte Pts Reb Asts | Estadísticas 18 C. McGowan 17 D. Devin 3 D. Ciorciari | Pabellón: Polideportivo Cincuentenario Árbitros: * Diego Rougier * Fabio Alaníz |  |  |
| Serie       |                                                |                      |                                                       |                                                                                 |  |  |
|             |                                                |                      |                                                       |                                                                                 |  |  |

| 31 de marzo | Gimnasia Indalo                                       | 88–77                | La Unión de Formosa                            | Comodoro Rivadavia                                                                 |  |  |
|             | Parciales: 17-16, 29-20, 22-18, 20-23                 |                      |                                                |                                                                                    |  |  |
|             | Estadísticas C. McGowan 18 D. Davis 10 K. Seawright 4 | Reporte Pts Reb Asts | Estadísticas 21 G. Lewis 6 G. Lewis 1 L. Pérez | Pabellón: Estadio Socios Fundadores Árbitros: * Fernando Sampietro * Fabricio Vito |  |  |
| Serie 3 - 2 |                                                       |                      |                                                |                                                                                    |  |  |
|             |                                                       |                      |                                                |                                                                                    |  |  |

### Cuartos de final
Obras Sanitarias - Boca Juniors
| 8 de abril  | Obras Sanitarias                                          | 83–67                | Boca Juniors                                      | Ciudad de Buenos Aires                                                                                 |  |  |
|             | Parciales: 23-13, 27-17, 17-19, 16-18                     |                      |                                                   | |  |  |
|             | Estadísticas J. Mázzaro 15 J.P. Gutiérrez 10 A. Elsener 4 | Reporte Pts Reb Asts | Estadísticas 18 A. Diez 11 F. Martina 5 M. Stanic | Pabellón: Estadio Obras Sanitarias Árbitros: * Fernando Sampietro * Juan José Fernández * Fabio Alaníz |  |  |
| Serie 1 - 0 |                                                           |                      |                                                   | |  |  |
|             |                                                           |                      |                                                   | |  |  |

| 10 de abril | Obras Sanitarias                                             | 68–80                | Boca Juniors                                          | Ciudad de Buenos Aires                                                                           |  |  |
|             | Parciales: 23-25, 13-17, 15-19, 17-19                        |                      |                                                       |                                                                                                  |  |  |
|             | Estadísticas J.P. Gutiérrez 18 J.P. Gutiérrez 5 M. Osimani 4 | Reporte Pts Reb Asts | Estadísticas 33 L. O'Bannon 12 F. Martina 8 M. Stanic | Pabellón: Estadio Obras Sanitarias Árbitros: * Alejandro Chiti * Osvaldo Bautista * Oscar Brítez |  |  |
| Serie 1 - 1 |                                                              |                      |                                                       |                                                                                                  |  |  |
|             |                                                              |                      |                                                       |                                                                                                  |  |  |

| 13 de abril | Boca Juniors                                       | 76–83                | Obras Sanitarias                                                    | Ciudad de Buenos Aires                                                                                           |  |  |
|             | Parciales: 20-19, 17-23, 17-21, 22-20              |                      |                                                                     | |  |  |
|             | Estadísticas L. O'Bannon 16 M. Delía 5 M. Stanic 4 | Reporte Pts Reb Asts | Estadísticas 25 M. Osimani 6 J.P. Gutiérrez y T. Field 4 M. Osimani | Pabellón: Estadio Luis Conde Árbitros: * Daniel Rodrigo * Sergio Tarifeño * Fabricio Vito Televisión: TyC Sports |  |  |
| Serie 1 - 2 |                                                    |                      |                                                                     | |  |  |
|             |                                                    |                      |                                                                     | |  |  |

| 16 de abril | Boca Juniors                                         | 78–83                | Obras Sanitarias                                                              | Ciudad de Buenos Aires                                                                                         |  |  |
|             | Parciales: 18-18, 24-23, 20-25, 16-17                |                      |                                                                               | |  |  |
|             | Estadísticas L. O'Bannon 26 F. Martina 6 M. Stanic 7 | Reporte Pts Reb Asts | Estadísticas 19 D. Washam 7 J.P. Gutiérrez, D. Fells y D. Washam 2 M. Osimani | Pabellón: Estadio Luis Conde Árbitros: * Diego Rougier * Alejandro Ramallo * Mario Aluz Televisión: TyC Sports |  |  |
| Serie 1 - 3 |                                                      |                      |                                                                               | |  |  |
|             |                                                      |                      |                                                                               | |  |  |

Peñarol - Weber Bahía Estudiantes
| 4 de abril  | Peñarol                                               | 84–61                | Weber Bahía Estudiantes                                  | Mar del Plata                                                                                 |  |  |
|             | Parciales: 31-15, 17-12, 17-14, 19-20                 |                      |                                                          |                                                                                               |  |  |
|             | Estadísticas L. Gutiérrez 25 M. Leiva 9 F. Campazzo 5 | Reporte Pts Reb Asts | Estadísticas 11 F. Aguerre 10 J. Meyinsse 3 J.I. Sánchez | Pabellón: Estadio Islas Malvinas Árbitros: * Diego Rougier * Roberto Smith * Rodrigo Castillo |  |  |
| Serie 1 - 0 |                                                       |                      |                                                          |                                                                                               |  |  |
|             |                                                       |                      |                                                          |                                                                                               |  |  |

| 6 de abril  | Peñarol                                                     | 75–71                | Weber Bahía Estudiantes                                  | Mar del Plata                                                                                    |  |  |
|             | Parciales: 15-20, 23-12, 16-23, 21-16                       |                      |                                                          |                                                                                                  |  |  |
|             | Estadísticas M. Mata 18 M. Leiva 10 M. Mata y F. Campazzo 3 | Reporte Pts Reb Asts | Estadísticas 23 J.I. Sánchez 7 F. Aguerre 3 J.I. Sánchez | Pabellón: Estadio Islas Malvinas Árbitros: * Pablo Estévez * Osvaldo Bautista * Leonardo Mendoza |  |  |
| Serie 2 - 0 |                                                             |                      |                                                          |                                                                                                  |  |  |
|             |                                                             |                      |                                                          |                                                                                                  |  |  |

| 11 de abril | Weber Bahía Estudiantes                                               | 88–78                | Peñarol                                            | Bahía Blanca |  |  |
|             | Parciales: 26-19, 21-18, 24-22, 17-19                                 |                      |                                                    | |  |  |
|             | Estadísticas J. Espil 21 J.I. Sánchez y J. Meyinsse 8 J.I. Sánchez 12 | Reporte Pts Reb Asts | Estadísticas 20 M. Leiva 12 M. Leiva 7 F. Campazzo | Pabellón: Estadio Osvaldo Casanova Árbitros: * Fernando Sampietro * Sergio Tarifeño * Mario Aluz Televisión: TyC Sports |  |  |
| Serie       |                                                                       |                      |                                                    | |  |  |
|             |                                                                       |                      |                                                    | |  |  |

| 13 de abril | Weber Bahía Estudiantes                                    | 90–81                | Peñarol                                             | Bahía Blanca                                                                                 |  |  |
|             | Parciales: 12-33, 31-13, 16-17, 31-18                      |                      |                                                     |                                                                                              |  |  |
|             | Estadísticas J. Meyinsse 22 J.I. Sánchez 10 J.I. Sánchez 6 | Reporte Pts Reb Asts | Estadísticas 20 M. Mata 8 F. Campazzo 5 F. Campazzo | Pabellón: Estadio Osvaldo Casanova Árbitros: * Diego Rougier * Juan Fernández * Oscar Brítez |  |  |
| Serie 2 - 2 |                                                            |                      |                                                     |                                                                                              |  |  |
|             |                                                            |                      |                                                     |                                                                                              |  |  |

| 18 de abril | Peñarol                                                        | 88–67                | Weber Bahía Estudiantes                                                             | Mar del Plata |  |  |
|             | Parciales: 23-14, 28-18, 20-15, 17-20                          |                      |                                                                                     | |  |  |
|             | Estadísticas M. Mata 19 M. Mata 8 F. Campazzo y L. Gutiérrez 4 | Reporte Pts Reb Asts | Estadísticas 21 J. Meyinsse 8 L. Faggiano 2 J. Espil, L. Faggiano y R. Sánchez Rosa | Pabellón: Estadio Islas Malvinas Árbitros: * Pablo Estévez * Alejandro Chiti * Roberto Smith Televisión: TyC Sports |  |  |
| Serie 3 - 2 |                                                                |                      |                                                                                     | |  |  |
|             |                                                                |                      |                                                                                     | |  |  |

Libertad - Gimnasia Indalo
| 4 de abril  | Libertad                                           | 75–69                | Gimnasia Indalo                                   | Sunchales |  |  |
|             | Parciales: 20-17, 20-18, 20-17, 15-17              |                      |                                                   | |  |  |
|             | Estadísticas J. Treise 18 R. Battle 13 J. Treise 4 | Reporte Pts Reb Asts | Estadísticas 15 R. Gabini 10 D. Davis 4 D. García | Pabellón: El Hogar de los Tigres Árbitros: * Alejandro Chiti * Juan Fernández * Oscar Brítez Televisión: TyC Sports |  |  |
| Serie 1 - 0 |                                                    |                      |                                                   | |  |  |
|             |                                                    |                      |                                                   | |  |  |

| 6 de abril  | Libertad                                             | 72–88                | Gimnasia Indalo                                      | Sunchales                                                                               |  |  |
|             | Parciales: 13-23, 9-21, 21-25, 29-19                 |                      |                                                      |                                                                                         |  |  |
|             | Estadísticas A. Alloatti 22 W. Graves 10 J. Treise 4 | Reporte Pts Reb Asts | Estadísticas 16 D. Davis 10 D. Romero 4 D. Ciorciari | Pabellón: El Hogar de los Tigres Árbitros: * Daniel Rodrigo * Roberto Smit * Mario Aluz |  |  |
| Serie 1 - 1 |                                                      |                      |                                                      |                                                                                         |  |  |
|             |                                                      |                      |                                                      |                                                                                         |  |  |

| 11 de abril | Gimnasia Indalo                                       | 81–85                | Libertad                                            | Comodoro Rivadavia                                                                                   |  |  |
|             | Parciales: 23-21, 16-22, 18-14, 24-28                 |                      |                                                     | |  |  |
|             | Estadísticas C. McGowan 25 D. Davis 15 D. Ciorciari 6 | Reporte Pts Reb Asts | Estadísticas 27 W. Graves 9 A. Alloatti 6 J. Treise | Pabellón: Estadio Socios Fundadores Árbitros: * Diego Rougier * Alejandro Ramallo * Leonardo Mendoza |  |  |
| Serie 1 - 2 |                                                       |                      |                                                     | |  |  |
|             |                                                       |                      |                                                     | |  |  |

| 13 de abril | Gimnasia Indalo                                                    | 74–81                | Libertad                                                    | Comodoro Rivadavia                                                                                    |  |  |
|             | Parciales: 21-12, 14-18, 16-23, 23-28                              |                      |                                                             | |  |  |
|             | Estadísticas F. Funes 24 K. Seawright 12 D. Davis y D. Ciorciari 2 | Reporte Pts Reb Asts | Estadísticas 24 W. Graves 9 W. Graves 2 J. Fernández Chávez | Pabellón: Estadio Socios Fundadores Árbitros: * Pablo Estévez * Fernando Sampietro * Rodrigo Castillo |  |  |
| Serie 1 - 3 |                                                                    |                      |                                                             | |  |  |
|             |                                                                    |                      |                                                             | |  |  |

Lanús - Regatas Corrientes
| 5 de abril  | Lanús                                           | 78–66                | Regatas Corrientes                                   | Lanús |  |  |
|             | Parciales: 12-25, 26-4, 13-13, 27-25            |                      |                                                      | |  |  |
|             | Estadísticas L. Wade 20 A. Boccia 9 A. Boccia 3 | Reporte Pts Reb Asts | Estadísticas 22 P. Quinteros 8 N. Romano 2 N. Romano | Pabellón: Microestadio Antonio Rotili Árbitros: * Daniel Rodrigo * Sergio Tarifeño * Fabricio Vito Televisión: TyC Sports |  |  |
| Serie 1 - 0 |                                                 |                      |                                                      | |  |  |
|             |                                                 |                      |                                                      | |  |  |

| 7 de abril  | Lanús                                                   | 92–91                | Regatas Corrientes                                                                    | Lanús                                                                                                  |  |  |
|             | Parciales: 28-16, 21-25, 20-24, 23-26                   |                      |                                                                                       | |  |  |
|             | Estadísticas D. Guaita 22 D. Guaita 8 N. Laprovittola 7 | Reporte Pts Reb Asts | Estadísticas 22 P. Quinteros y D. Cavaco 7 P. Calderón y D. Cavaco 4 N. De Los Santos | Pabellón: Microestadio Antonio Rotili Árbitros: * Diego Rougier * Alejandro Ramallo * Rodrigo Castillo |  |  |
| Serie 2 - 0 |                                                         |                      |                                                                                       | |  |  |
|             |                                                         |                      |                                                                                       | |  |  |

| 12 de abril | Regatas Corrientes                               | 79–68                | Lanús                                                | Corrientes |  |  |
|             | Parciales: 15-15, 25-20, 19-16, 20-17            |                      |                                                      | |  |  |
|             | Estadísticas N. Romano 17 L. Roe 7 J. Martínez 8 | Reporte Pts Reb Asts | Estadísticas 13 J. Levy 9 B. Brown 8 N. Laprovittola | Pabellón: Estadio José Jorge Contte Árbitros: * Alejandro Chiti * Roberto Smith * Fabio Alaníz Televisión: TyC Sports |  |  |
| Serie 1 - 2 |                                                  |                      |                                                      | |  |  |
|             |                                                  |                      |                                                      | |  |  |

| 14 de abril | Regatas Corrientes                                       | 85–74                | Lanús                                                                                | Corrientes                                                                                            |  |  |
|             | Parciales: 26-13, 23-20, 17-18, 19-23                    |                      |                                                                                      | |  |  |
|             | Estadísticas P. Quinteros 21 J. Martínez 5 J. Martínez 4 | Reporte Pts Reb Asts | Estadísticas 15 N. Laprovittola y A. Boccia 9 F. Giorgi y B. Brown 3 N. Laprovittola | Pabellón: Estadio José Jorge Contte Árbitros: * Pablo Estévez * Fernando Sampietro * Osvaldo Bautista |  |  |
| Serie 2 - 2 |                                                          |                      |                                                                                      | |  |  |
|             |                                                          |                      |                                                                                      | |  |  |

| 17 de abril | Lanús                                            | 67–78                | Regatas Corrientes                                           | Lanús |  |  |
|             | Parciales: 20-16, 16-17, 15-18, 16-27            |                      |                                                              | |  |  |
|             | Estadísticas M. Byró 18 J. Levy 11 L. O'Bannon 3 | Reporte Pts Reb Asts | Estadísticas 20 N. Romano y L. Roe 6 N. Romano 4 J. Martínez | Pabellón: Microestadio Antonio Rotili Árbitros: * Daniel Rodrigo * Alejandro Ramallo * Fabricio Vito Televisión: TyC Sports |  |  |
| Serie 2 - 3 |                                                  |                      |                                                              | |  |  |
|             |                                                  |                      |                                                              | |  |  |

### Semifinales
Obras Sanitarias - Regatas Corrientes
| 22 de abril | Obras Sanitarias                                     | 94–59                | Regatas Corrientes                                                       | Ciudad de Buenos Aires                                                                                |  |  |
|             | Parciales: 29-12, 25-17, 20-16, 20-14                |                      |                                                                          | |  |  |
|             | Estadísticas M. Osimani 18 D. Fells 9 A. Konsztadt 5 | Reporte Pts Reb Asts | Estadísticas 9 P. Quinteros y P. Calderón 5 N. De Los Santos 2 A. Montes | Pabellón: Estadio Obras Sanitarias Árbitros: * Fernando Sampietro * Juan Fernández * Rodrigo Castillo |  |  |
| Serie 1 - 0 |                                                      |                      |                                                                          | |  |  |
|             |                                                      |                      |                                                                          | |  |  |

| 24 de abril | Obras Sanitarias                                           | 80–71                | Regatas Corrientes                                   | Ciudad de Buenos Aires                                                                                               |  |  |
|             | Parciales: 18-12, 16-19, 16-24, 30-16                      |                      |                                                      | |  |  |
|             | Estadísticas J.P. Gutiérrez 20 D. Washam 10 A. Konsztadt 8 | Reporte Pts Reb Asts | Estadísticas 22 P. Quinteros 10 L. Roe 3 J. Martínez | Pabellón: Estadio Obras Sanitarias Árbitros: * Alejandro Chiti * Roberto Smith * Oscar Brítez Televisión: TyC Sports |  |  |
| Serie 2 - 0 |                                                            |                      |                                                      | |  |  |
|             |                                                            |                      |                                                      | |  |  |

| 3 de mayo   | Regatas Corrientes                                    | 87–93                | Obras Sanitarias                                              | Corrientes |  |  |
|             | Parciales: 24-19, 18-20, 19-18, 14-18 (T.E.: 12 - 18) |                      |                                                               | |  |  |
|             | Estadísticas P. Quinteros 35 J. Martínez 7 L. Roe 4   | Reporte Pts Reb Asts | Estadísticas 23 J.P. Gutiérrez 11 J.P. Gutiérrez 5 M. Osimani | Pabellón: Estadio José Jorge Contte Árbitros: * Pablo Estévez * Daniel Rodrigo * Osvaldo Bautista Televisión: TyC Sports |  |  |
| Serie 0 - 3 |                                                       |                      |                                                               | |  |  |
|             |                                                       |                      |                                                               | |  |  |

Peñarol - Libertad
| 25 de abril | Peñarol                                          | 83–86                | Libertad                                                                                   | Mar del Plata |  |  |
|             | Parciales: 22-20, 22-23, 16-20, 23-23            |                      |                                                                                            | |  |  |
|             | Estadísticas M. Mata 17 M. Mata 14 F. Campazzo 3 | Reporte Pts Reb Asts | Estadísticas 20 J. Pittman, J. Treise y A. Alloatti 13 W. Graves y A. Alloatti 5 J. Treise | Pabellón: Polideportivo Islas Malvinas Árbitros: * Daniel Rodrigo * Alejandro Ramallo * Leonardo Mendoza Televisión: TyC Sports |  |  |
| Serie 0 - 1 |                                                  |                      |                                                                                            | |  |  |
|             |                                                  |                      |                                                                                            | |  |  |

| 27 de abril | Peñarol                                                       | 85–59                | Libertad                                               | Mar del Plata                                                                                 |  |  |
|             | Parciales: 20-17, 24-10, 26-13, 15-19                         |                      |                                                        |                                                                                               |  |  |
|             | Estadísticas L. Gutiérrez 18 M. Mata 14 M. Mata y M. Ibarra 5 | Reporte Pts Reb Asts | Estadísticas 13 J. Pittman 10 W. Graves 2 M. Saglietti | Pabellón: Polideportivo Islas Malvinas Árbitros: * Pablo Estévez * Fabricio Vito * Mario Aluz |  |  |
| Serie 1 - 1 |                                                               |                      |                                                        |                                                                                               |  |  |
|             |                                                               |                      |                                                        |                                                                                               |  |  |

| 2 de mayo   | Libertad                                          | 76–90                | Peñarol                                             | Sunchales |  |  |
|             | Parciales: 18-22, 19-27, 18-19, 21-22             |                      |                                                     | |  |  |
|             | Estadísticas W. Graves 15 W. Graves 8 J. Treise 4 | Reporte Pts Reb Asts | Estadísticas 27 K. Lamonte 11 M. Mata 4 F. Campazzo | Pabellón: El Hogar de los Tigres Árbitros: * Alejandro Chiti * Diego Rougier * Roberto Smith Televisión: TyC Sports |  |  |
| Serie 1 - 2 |                                                   |                      |                                                     | |  |  |
|             |                                                   |                      |                                                     | |  |  |

| 4 de mayo   | Libertad                                             | 85–88                | Peñarol                                                                                  | Sunchales |  |  |
|             | Parciales: 20-21, 26-23, 17-20, 22-24                |                      |                                                                                          | |  |  |
|             | Estadísticas W. Graves 26 A. Alloatti 10 J. Treise 4 | Reporte Pts Reb Asts | Estadísticas 22 F. Campazzo 8 M. Mata y L. Gutiérrez 2 M. Mata, F. Campazzo y K. Lamonte | Pabellón: El Hogar de los Tigres Árbitros: * Fernando Sampietro * Juan Fernández * Oscar Brítez Televisión: TyC Sports |  |  |
| Serie 1 - 3 |                                                      |                      |                                                                                          | |  |  |
|             |                                                      |                      |                                                                                          | |  |  |

### Final
Obras Sanitarias - Peñarol
| 14 de mayo  | Obras Sanitarias                                                  | 78–80                | Peñarol                                                              | Ciudad de Buenos Aires                                                                                              |  |  |
|             | Parciales: 16-23, 21-13, 15-25, 26-19                             |                      |                                                                      | |  |  |
|             | Estadísticas Juan Gutiérrez 22 Juan Gutiérrez 11 Martín Osimani 5 | Reporte Pts Reb Asts | Estadísticas 21 Leonardo Gutiérrez 13 Marcos Mata 3 Facundo Campazzo | Pabellón: Estadio Obras Sanitarias Árbitros: * Pablo Estévez * Diego Rougier * Fabricio Vito Televisión: TyC Sports |  |  |
| Serie 0 - 1 |                                                                   |                      |                                                                      | |  |  |
|             |                                                                   |                      |                                                                      | |  |  |

| 16 de mayo  | Obras Sanitarias                                                      | 76–89                | Peñarol                                                            | Ciudad de Buenos Aires |  |  |
|             | Parciales: 25-20, 19-25, 12-14, 20-30                                 |                      |                                                                    | |  |  |
|             | Estadísticas Dartona Washam Jr. 23 Juan Gutiérrez 13 Martín Osimani 3 | Reporte Pts Reb Asts | Estadísticas 24 Kyle Lamonte 8 Facundo Campazzo 6 Facundo Campazzo | Pabellón: Estadio Obras Sanitarias Árbitros: * Alejandro Chiti * Fernando Sampietro * Oscar Brítez Televisión: TyC Sports |  |  |
| Serie 0 - 2 |                                                                       |                      |                                                                    | |  |  |
|             |                                                                       |                      |                                                                    | |  |  |

| 21 de mayo  | Peñarol                                                                          | 102–103              | Obras Sanitarias                                                       | Mar del Plata |  |  |
|             | Parciales: 28-25, 18-14, 17-15, 16-25 (T.E.: 7 - 7, 16 - 17)                     |                      |                                                                        | |  |  |
|             | Estadísticas Facundo Campazzo 33 F. Campazzo y Marcos Mata 9 Facundo Campazzo 11 | Reporte Pts Reb Asts | Estadísticas 26 Martín Osimani 13 Juan Gutiérrez 6 Alejandro Konsztadt | Pabellón: Polideportivo Islas Malvinas Árbitros: * Daniel Rodrigo * Juan Fernández * Alejandro Ramallo Televisión: TyC Sports |  |  |
| Serie 2 - 1 |                                                                                  |                      |                                                                        | |  |  |
|             |                                                                                  |                      |                                                                        | |  |  |

| 23 de mayo  | Peñarol                                                       | 78–75                | Obras Sanitarias                                              | Mar del Plata |  |  |
|             | Parciales: 20-19, 24-15, 13-21, 21-20                         |                      |                                                               | |  |  |
|             | Estadísticas Selem Safar 23 Martín Leiva 8 Facundo Campazzo 5 | Reporte Pts Reb Asts | Estadísticas 20 Darren Fells 13 Darren Fells 6 Martín Osimani | Pabellón: Polideportivo Islas Malvinas Árbitros: * Pablo Estévez * Diego Rougier * Fabricio Vito Televisión: TyC Sports |  |  |
| Serie 3 - 1 |                                                               |                      |                                                               | |  |  |
|             |                                                               |                      |                                                               | |  |  |

| 28 de mayo  | Obras Sanitarias                                                       | 86–84                | Peñarol                                                              | Ciudad de Buenos Aires |  |  |
|             | Parciales: 16-20, 25-15, 14-21, 31-28                                  |                      |                                                                      | |  |  |
|             | Estadísticas Martín Osimani 20 Juan Gutiérrez 11 Alejandro Konsztadt 4 | Reporte Pts Reb Asts | Estadísticas 20 Leonardo Gutiérrez 12 Marcos Mata 3 Facundo Campazzo | Pabellón: Estadio Obras Sanitarias Árbitros: * Alejandro Chiti * Daniel Rodrigo * Fernando Sampietro Televisión: TyC Sports |  |  |
| Serie 2 - 3 |                                                                        |                      |                                                                      | |  |  |
|             |                                                                        |                      |                                                                      | |  |  |

| 31 de mayo  | Peñarol                                                                        | 75–56                | Obras Sanitarias                                                                            | Mar del Plata |  |  |
|             | Parciales: 10-21, 21-12, 17-9, 27-14                                           |                      |                                                                                             | |  |  |
|             | Estadísticas David Jackson 23 Marcos Mata 14 Facundo Campazzo, David Jackson 5 | Reporte Pts Reb Asts | Estadísticas 21 Juan Gutiérrez 11 Dartona Washam Jr. 1 Alejandro Konsztadt y Martín Osimani | Pabellón: Polideportivo Islas Malvinas Árbitros: * Pablo Estévez * Juan Fernández * Alejandro Ramallo Televisión: TyC Sports |  |  |
| Serie 4 - 2 |                                                                                |                      |                                                                                             | |  |  |
|             |                                                                                |                      |                                                                                             | |  |  |